# Armia Ludowa

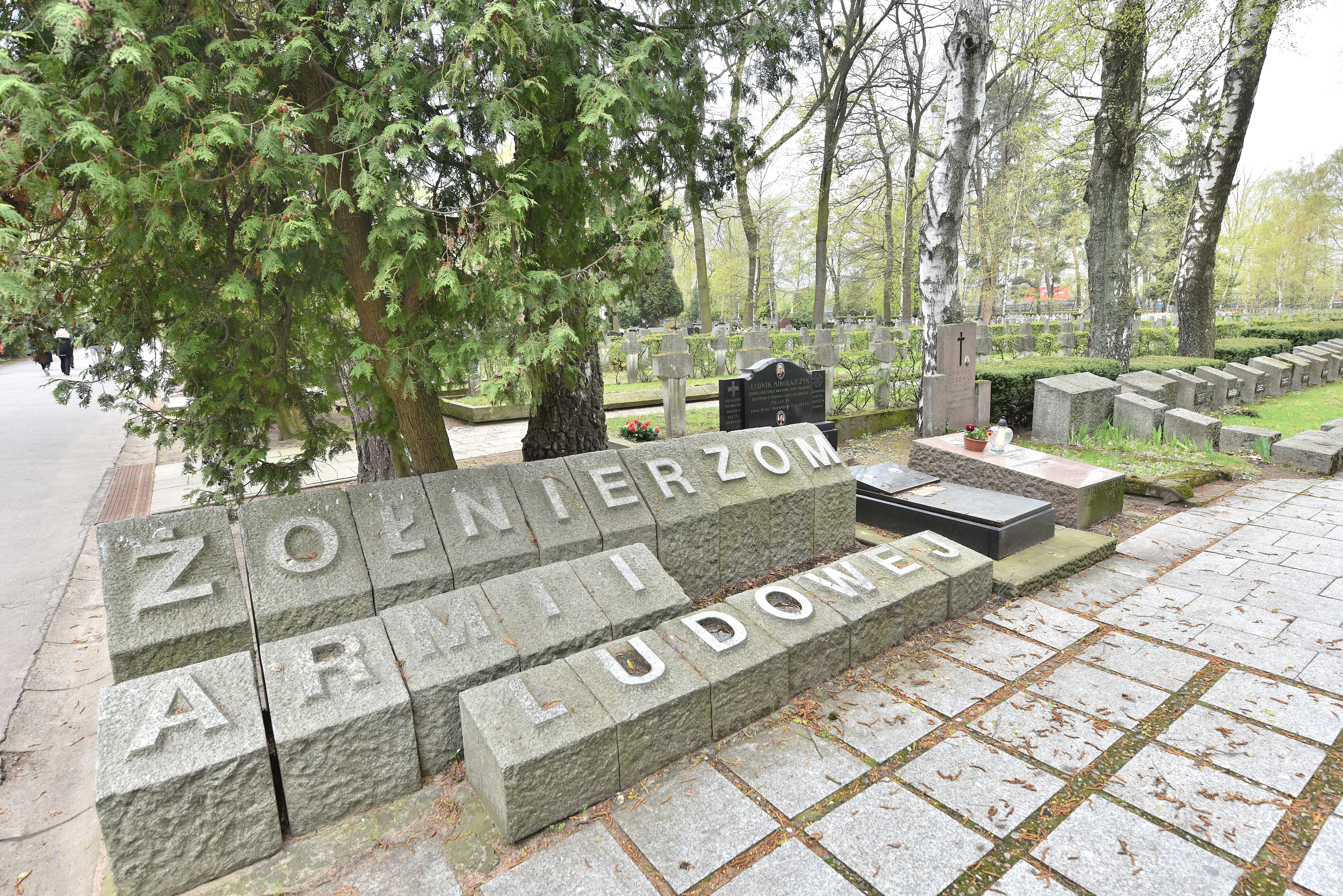
Kwatera żołnierzy Armii Ludowej na Cmentarzu Wojskowym na Powązkach

Armia Ludowa (AL) – konspiracyjna organizacja zbrojna Polskiej Partii Robotniczej, powstała z przekształcenia Gwardii Ludowej, działająca w okupowanej przez III Rzeszę Polsce, utworzona w celu walki zbrojnej z okupantem niemieckim na mocy dekretu Krajowej Rady Narodowej z 1 stycznia 1944 i formalnie tej Radzie podporządkowana. Naczelnym dowódcą AL został gen. Michał Rola-Żymierski, szefem sztabu Franciszek Jóźwiak, dotychczasowy dowódca Gwardii Ludowej.

## Powstanie Armii Ludowej i jej symbole
Armia Ludowa powstała na bazie Gwardii Ludowej na podstawie dekretu nr 1 KRN z 1 stycznia 1944 roku.
W jej skład weszły:
- Gwardia Ludowa PPR (całościowo),
- Związek Walki Młodych (całościowo),
- część pododdziałów Batalionów Chłopskich,
- część pododdziałów Milicji Ludowej RPPS,
- lokalne organizacje polityczno-wojskowe Rewolucyjna Grupa Inteligencji Socjalistycznej „Świt”, Polska Wojskowa Organizacja Rewolucyjna,
- część bojowników Armii Krajowej (Okręg Częstochowski Socjalistycznej Organizacji Bojowej, IV pluton Oddziału Partyzanckiego Obwodu Radomsko AK-OW PPS, pluton partyzancki Inspektoratu Lublin AK „Zbyszka” oraz pojedynczy partyzanci zmieniający przynależność organizacyjną[3])[4].

15 lipca 1943 r. ukazał się artykuł w organie centralnym PPR „Trybuna Wolności”, gdzie została rzucona myśl przekształcenia Gwardii Ludowej w Armię Ludową. Po tym terminie niektóre oddziały GL PPR po dokonaniu akcji zostawiały pokwitowania jako Armia Ludowa.
Dowództwo Główne GL już 10 czerwca 1943 r. wystąpiło z propozycją współpracy, zawartą w liście wystosowanym do SL i BCh, RPPS, Związku Syndykalistów Polskich i Stronnictwa Demokratycznego. W imię walki o Polskę demokratyczną apelowano o zacieśnienie współpracy i połączenie wszystkich sił demokratycznych organizacji podziemnych w regularną, zdyscyplinowaną Armię Ludową. Kiedy próby porozumienia odgórnego nie dały wyników, KC PPR postanowił tworzyć jednostki Armii Ludowej poprzez oddolne porozumienie z demokratycznymi organizacjami wojskowymi i grupami bojowymi działającymi na danym terenie.
Wbrew pierwotnym planom nie udało się zjednoczyć wszystkich sił polskiej lewicy w Armii Ludowej. Nie powiodła się akcja scaleniowa ani nie utworzono wspólnej komendy z Polską Armią Ludową (organizacja wierna RPPS szukającej kompromisu między KRN a RJN), Korpusem Bezpieczeństwa i Związkiem Syndykalistów Polskich, z którymi jednak postanowiono rozpocząć współpracę polityczną na wszystkich szczeblach organizacyjnych, zaprzestać wzajemnych ataków oraz ustalono sposoby stałych kontaktów międzyorganizacyjnych, a w czasie trwania powstania warszawskiego podpisano porozumienie, tworząc Połączone Siły Zbrojne. Druga pod względem liczby członków po AL organizacja lewicowa, tj. Organizacja Wojskowa Powstańczego Pogotowia Socjalistów (dawna GL WRN), oprócz jednego plutonu z ziemi radomszczańskiej i pojedynczych przypadków zmiany organizacji przez jej bojowników, w całości zachowała wierność wobec RJN i rządu RP w Londynie.
Według historyka Norberta Michty faktyczna liczba żołnierzy, którzy przeszli do Armii Ludowej z OW PPS i innych organizacji konspiracyjnych takich jak Bataliony Chłopskie czy ZWZ-AK, była jednak większa, a pomijanie przez byłych członków GL-AL wcześniejszej przynależności miało związek z trwającymi w Polsce represjami stalinowskimi.
Samodzielność do lipca 1944 wobec Armii Ludowej zachowywały oddziały Polskiego Sztabu Partyzanckiego przy Radzie Wojennej 1 Armii Polskiej w ZSRR. Generał Michał Rola Żymierski w depeszy radiowej z 23 lipca 1944 r. skierowanej do dowódców oddziałów partyzanckich poinformował o objęciu stanowiska Naczelnego Dowódcy Wojska Polskiego, jak również zwierzchnictwa nad Polskim Sztabem Partyzanckim, nakazując przejścia oddziałów będących dotychczas pod rozkazami PSzP pod zwierzchnictwo dowódców obwodów i okręgów Armii Ludowej.
Pierwsze czerwone trójkąciki, jeszcze z napisem GL, pojawiły się latem 1942 r. W rejonie Płocka i Gór Świętokrzyskich zaczęto je stosować na przełomie końca 1942/początku 1943 r. Wprowadzono je w trybie niepisanej dyrektywy rozprowadzanej w drodze osobistych kontaktów bądź przez łączników. Nie były one nakazywane rygorystycznie, a raczej pozostawione w pewnej mierze inicjatywie oddziałów. Symbol trójkąta był uproszczonym symbolem Brygad Międzynarodowych z okresu hiszpańskiej wojny domowej. Był noszony na czapkach i furażerkach (aczkolwiek na południowej Lubelszczyźnie na lewym ramieniu, patrząc z perspektywy pierwszej osoby), choć i tak nie był noszony przez wszystkich. Symbolika ta była niejasna dla ogółu społeczeństwa (i dla części żołnierzy GL-AL), zamiast niej chętniej noszono przedwojenne orły (wz. 19, wz. 23), najczęściej pozbawiane korony lub też chałupniczo wycinane z blachy/odlewane orły na wzór przedwojennych. Stąd też trójkąty te nie były częste, choć trochę ich można wypatrzeć na zdjęciach z Lubelszczyzny (przy czym czasem nie są widoczne z powodu ustawienia aparatu względem żołnierzy tak że nie do końca było widać trójkąty bądź z powodu stłoczenia gwardzistów na jednym zdjęciu, przez co jedni częściowo zasłaniali drugich, a także dlatego, że jakość części zdjęć nie jest zbyt dobra). Z publikowanych w książce Emblematy, godło i symbole GL i AL K. Satory zdjęć grupowych wynika, że w 1 Brygadzie im. Ziemi Lubelskiej i oddziałów, które później ją stworzyły, trójkąt na ramieniu nosiło sporo partyzantów.
W AL czerwony trójkąt nie był już regulaminową naszywką, choć bywał dalej noszony. Oprócz inicjałów haftowanych nicią/kordonkiem lub bajorkiem były też wycinane z blachy mosiężnej i przyszywane. Naszywka w formie trójkąta równobocznego (czasem równoramiennego), w zależności od wykonania boki miały po ok. 3 bądź 4,2 albo 5 cm długości, czasem też 6 dolna krawędź x 5 cm (wg oryginału z powiatu krasnostawskiego). Inicjały były najczęściej żółte bądź białe, choć zdarzały się też ciemno- i jasnoszare oraz wycinane z cienkiej blachy. Czasem krawędzie trójkącika też były haftowane. W Muzeum WP prezentowany jest jeden jasnobeżowy trójkąt z blaszanymi literami GL z rejonu Mińska Mazowieckiego z oddziału im. B. Głowackiego z 1943 r.
1 lipca 1943 r. w regulaminie GL pojawił się orzeł organizacyjny na tarczy amazonek, przy czym jego produkcję rozpoczęto na przełomie 1943/44 r. i w oddziałach używany był tylko częściowo (produkowano go w Warszawie, Radomiu i Lublinie, był zapinany na wąsy, które czasem się odłamywały). Regulamin z 1 lipca określał naszycie trójkąta po lewej stronie od orła, choć tylko część żołnierzy je naszywała z uwagi na ich niedużą popularność z powodów wymienionych wyżej. Oprócz kurtek mundurowych i płaszczy (wojskowych i skórzanych) trójkąciki były też naszywane na cywilne marynarki (widać to po zdjęciach wyżej wspomnianej 1 Brygady AL oraz oddziału Konstantego Mastalerza „Starego”. Nie był to z resztą wyjątek w partyzantce – to samo widać na zdjęciach z 2 pułku piechoty legionów AK). Czerwone trójkąciki noszone były też w oddziałach AL w powstaniu warszawskim (od 10 sierpnia 1944 r.), gdzie wielu oficerów (złote/żółte litery) i podoficerów oraz część szeregowych (srebrne/szare litery) na Starym Mieście i w Śródmieściu nosiła je na berecie, furażerce lub innej wojskowej czapce na lewo od orła. Oczywiście aelowcy w powstaniu nosili też biało-czerwone opaski z literami AL (zarówno na całej wysokości opaski, jak i tylko na białym tle). Wiadomo że na Starówce od początku sierpnia noszono je na prawym ramieniu (jest to zaznaczone w opisie opaski AL w książce K. Satory). Widać ten sposób też na zdjęciach walczącego na Mokotowie por. „Mariana” z AL (30.08.1944) oraz żołnierza AL w okolicach Dworca Głównego (10.08.1944), a także na kilku zdjęciach w biogramie Jerzego Staniszewskiego na stronie Muzeum Powstania Warszawskiego. W Śródmieściu po 15 września w kompaniach Edwina Rozłubirskiego „Gustawa” i Leszka Szelubskiego „Leszka” zaczęły być noszone opaski z napisem WP na białym tle i „AL PAL KB” na czerwonym. Było to związane z utworzeniem Połączonych Sił Zbrojnych AL-PAL-KB.
Nie każdy oddział GL/AL stosował czerwone trójkąty – w 1 Brygadzie Ziemi Krakowskiej im. B. Głowackiego, w 2 Brygadzie „Świt” (stosowali czerwone opaski z napisem nazwą oddziału w półsłońcu, choć w 1944 było ich tylko mniej więcej kilkanaście sztuk), w 1 Brygadzie im. Ziemi Kieleckiej (były tu zielone trójkąty z białą obwódką i czerwonymi literami AL, z uwagi na braki materiałowe w sierpniu 1944 r. te naszywki miała 1/3 lub 1/4 żołnierzy, w pierwszej kolejności trafiały do oficerów i podoficerów) oraz od maja/czerwca 1944 r. w 3. Brygadzie im. J. Bema – zaczęła być wówczas tam stosowana czerwona tarczka z orłem bez korony i napisem AL na tarczy amazonek, choć było ich tylko ok. 80 sztuk na oddział liczący 10.09.1944 531 żołnierzy.
Co ciekawe zrzutowe „kurice” (orły tzw. wz. 43) na rogatywkach wz. 43/furażerkach wz. 35 też były stosowane u partyzantów AL na Lubelszczyźnie i Kielecczyźnie od odpowiednio marca – wówczas do Lasów Janowskich ze wschodniej Kielecczyzny udał się oddział AL im. Czachowskiego i po odebraniu nadwyżek broni wrócił 20 maja („Lewicowy ruch oporu na wschodnim Mazowszu” 2005) i sierpnia 1944 r. Takich kompletów – bryczesy wz. 35, kurtki tzw. wz. 43 i rogatywki wz. „43”/furażerki wz. 35 – AL otrzymała łącznie 799, do tego pewną liczbę butów (trzewików radzieckich). Mundury szyto też z zasobników (worków) zrzutowych z zielonego drelichu. Z jednego worka wychodził jeden komplet umundurowania. Koszule szyto ze spadochronów.
W Warszawie i pod Częstochową używano też orzełków strzeleckich z literami AL na tarczy.

## Zadania
Zadaniem Armii Ludowej była walka z niemieckim okupantem oraz dywersja na korzyść Armii Czerwonej, co oznaczało niejednokrotnie rabunkowe rekwizycje na polskiej ludności, a także fizyczną eliminację żołnierzy Armii Krajowej i innych organizacji podziemnych, nieuznających dominacji sowieckiej. Na kontrolowanym przez siebie terenie AL zwalczała działalność band rabunkowych.
Jan Trzaska dowodzący oddziałem AL, po odkryciu, że jeden z jego członków zajmuje się bandytyzmem, osobiście wykonał na nim wyrok śmierci.
W ramach działalności dywersyjnej partyzanci AL niszczyli niemieckie linie komunikacyjne, obiekty łączności, dokonywali akcji sabotażowych, niszczących gospodarkę okupanta niemieckiego na obszarze Polski. Armia Ludowa także zdecydowanie zwalczała niemieckie akcje pacyfikacyjne. W wyniku tych wielokierunkowych działań doszło do kilku dużych bitew z oddziałami niemieckimi: pod Rąblowem, pod Ewiną, pod Gruszką, w lasach lipskich i janowskich oraz w Puszczy Solskiej.
W pierwszych dniach swego istnienia Naczelne Dowództwo Wojska Polskiego nie dysponowało własnym aparatem wywiadowczym, który mógłby prowadzić rozpoznanie wojskowe nieprzyjaciela na ogromnych obszarach znajdujących się jeszcze pod jego okupacją. Zadania te w pewnym stopniu realizowały terenowe struktury AL oraz oddziały i grupy partyzanckie mające łączność radiową z Polskim Sztabem Partyzanckim. Ogółem wywiad partyzancki AL dostarczył do PSzP 210 radiogramów o charakterze wywiadowczym, z tego 53 o rozmieszczeniu wojsk niemieckich, 35 o przerzutach wojsk i sprzętu, 24 o lotniskach, 18 o systemie i umocnieniach obronnych.
Po wyzwoleniu spod okupacji niemieckiej głównym zadaniem AL stał się udział w organizowaniu i obronie tworzonego przez Polską Partię Robotniczą systemu władzy opartej na wzorcach sowieckich. W związku z tym żołnierze AL stanowili główną grupę, z której rekrutowano funkcjonariuszy Ministerstwa Bezpieczeństwa Publicznego i Milicji Obywatelskiej. Część partyzantów AL zasiliła także oddziały Armii Berlinga.
Bieżące stosunki Armii Ludowej z Armią Krajową nie obejmowały planów dotyczących ustroju powojennej Polski, a ograniczały się tylko do sporadycznej współpracy wojskowej i wspólnej walki z Niemcami, czego przykładem są bitwy i potyczki: na Porytowym Wzgórzu, pod Wojsławicami i o Skalbmierz.
W instrukcji dowódcy Armii Krajowej Tadeusza Bora-Komorowskiego z 12 lipca 1944 roku, pomimo że oddziały AL, podobnie jak PPR, nazwane zostały bandami komunistycznymi, zabroniono AK z nimi walczyć, określając tę walkę niepożądaną ostatecznością. W swoich raportach AK informowała o donosach NSZ-towców na oddziały partyzantki komunistycznej funkcjonariuszom gestapo.

## Struktura organizacyjna

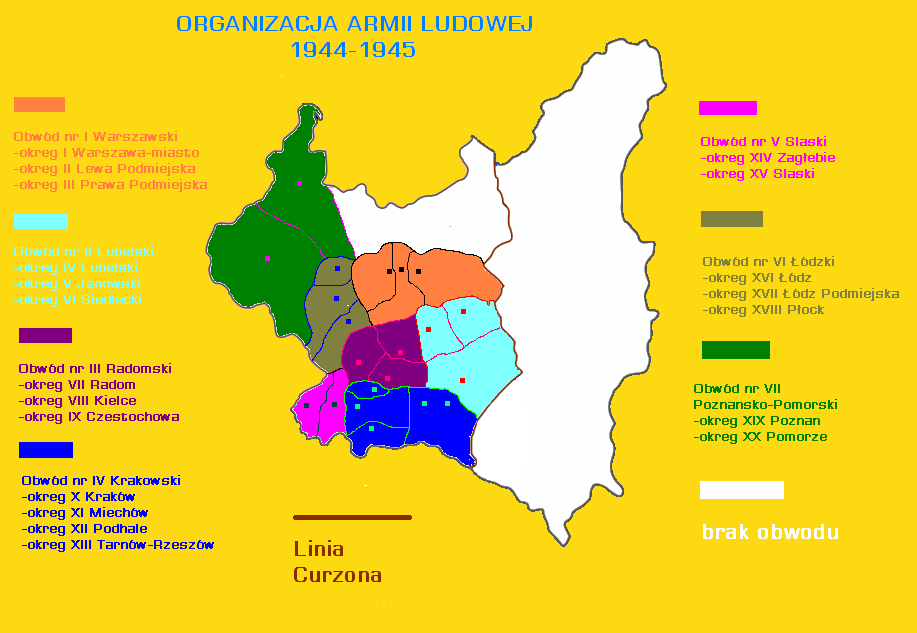
Organizacja Armii Ludowej 1944–1945

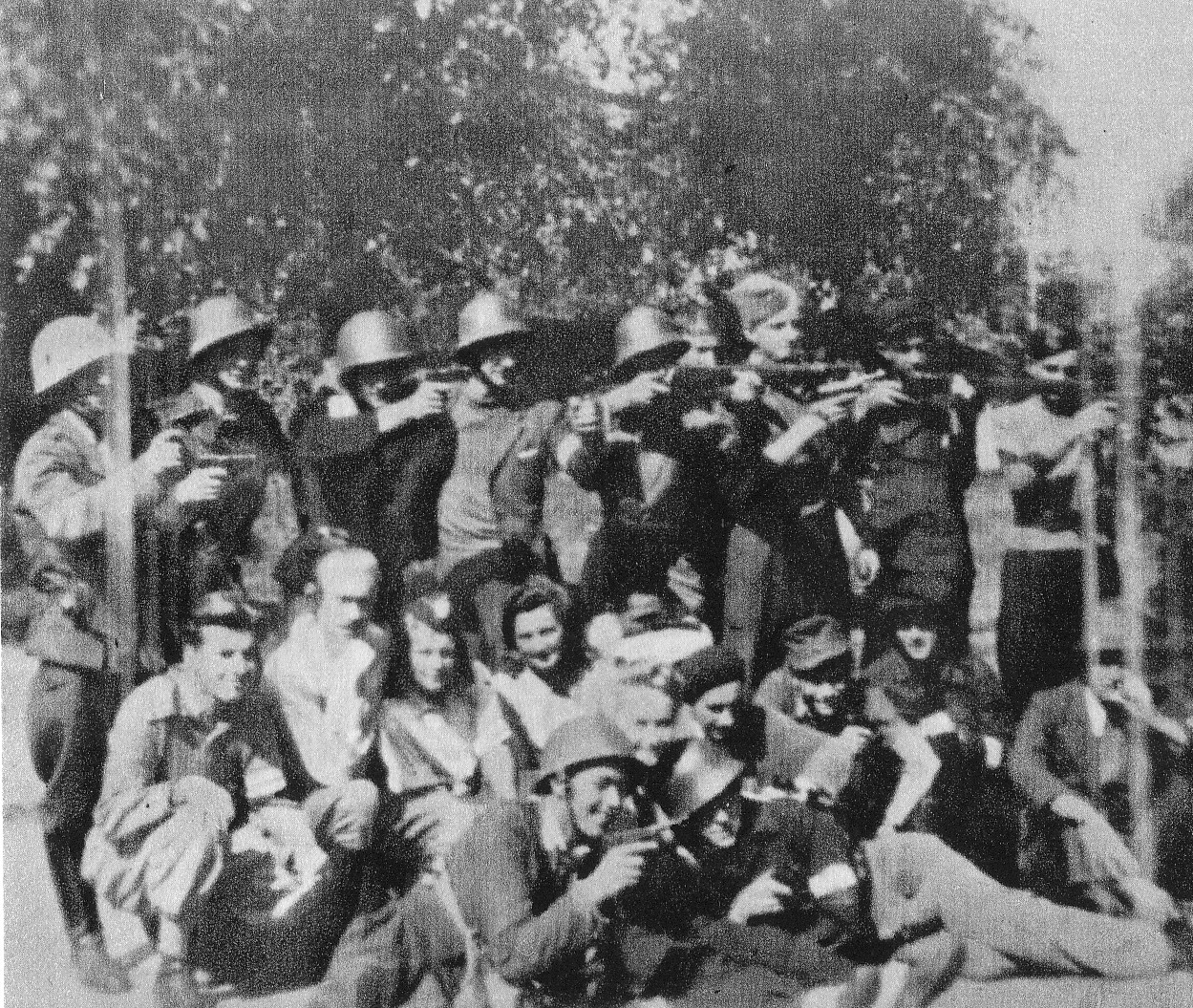
Grupa powstańców warszawskich – żołnierzy Armii Ludowej – walczących na Żoliborzu. Początek sierpnia 1944 r.

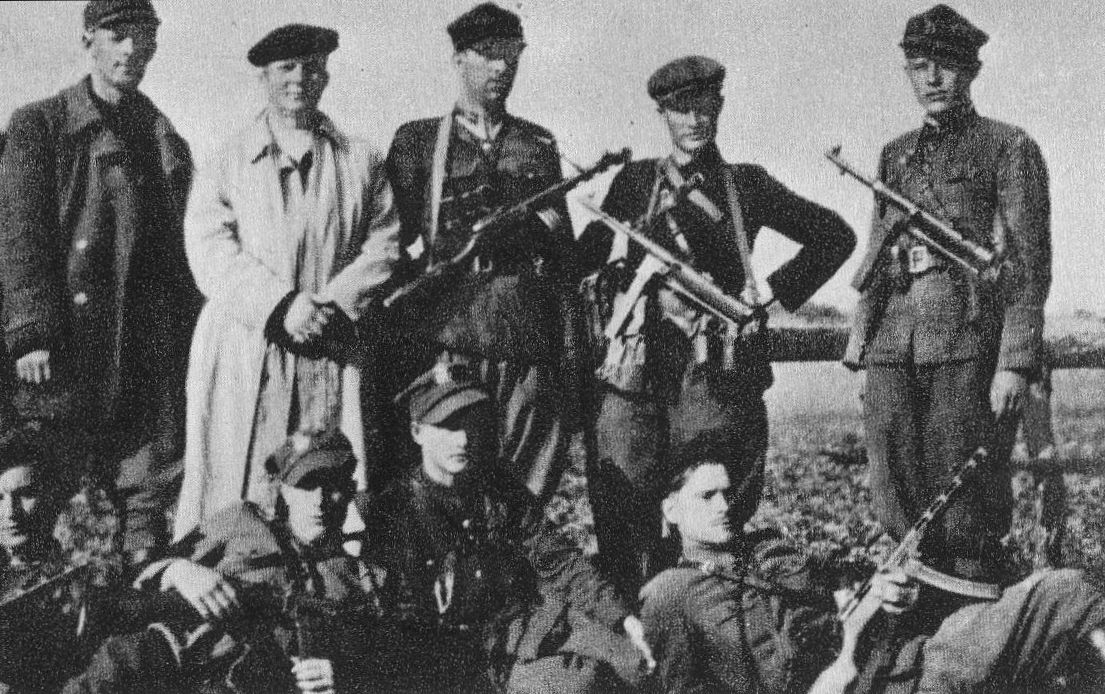
Oficerowie Armii Ludowej na Lubelszczyźnie. Stoją od lewej: mjr Jan Wyderkowski ps. „Grab”, gen. bryg. Michał Żymierski ps. „Rola”, kpt. Stanisław Szot ps. „Kot”, por. Michał Temczyn ps. „Znachor” i por. Wacław Czyżewski ps. „Im”

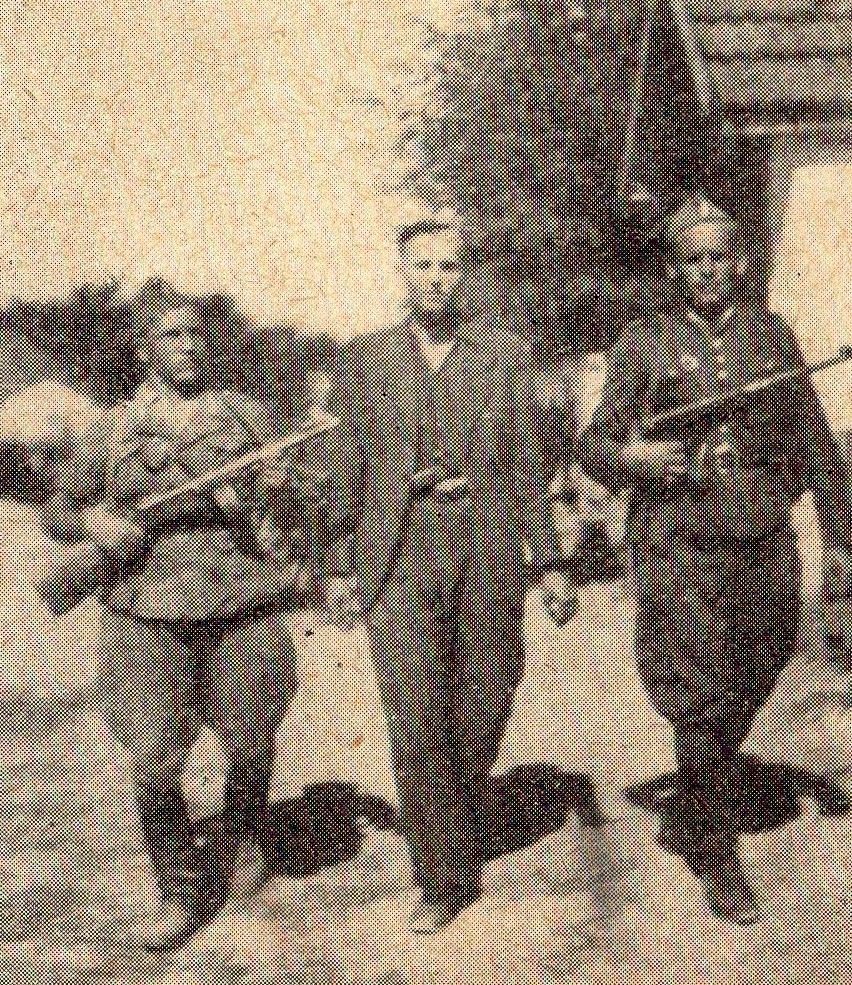
Partyzanci Armii Ludowej w Małopolsce. Od lewej: por. Jan Siatko ps. „Jasiek”, płk Franciszek Księżarczyk ps. „Michał” i por. Jan Trzaska ps. „Gutek”

Armia Ludowa działała jedynie na terytorium Generalnego Gubernatorstwa i części ziem polskich wcielonych do III Rzeszy, po próbach utworzenia Obwodu Lwowskiego od 1943 roku nie prowadziła działalności na terenach anektowanych przez ZSRR w 1939 (w tym w Białostockiem), traktując te ziemie jako wchodzące w skład ZSRR.
Na czele Armii Ludowej stało Dowództwo Główne powołane 1 stycznia 1944, w składzie:
- naczelny dowódca – gen. bryg. Michał Żymierski ps. „Rola”,
- szef Sztabu Głównego – płk Franciszek Jóźwiak ps. „Witold”,
- przedstawiciel Krajowej Rady Narodowej – Jan Czechowski (wybrany później).

W skład Sztabu Głównego wchodziły:
- Kwatera Główna,
- I Operacyjny,
- II Informacji,
- III Organizacyjny,
- IV Zaopatrzenia i broni,
- V Propagandy,
- VI Bezpieczeństwa,
- Biuro Sztabu Głównego (BSG),
- Służba Techniczno-Wydawnicza (STW).

Wydział VI Kontrwywiadowczy, stanowił ekspozyturę wywiadu sowieckiego, do którego zadań należało m.in. zbieranie wiadomości o AK i innych polskich organizacjach podziemnych.
Terenową strukturę organizacyjną tworzyły obwody (odpowiadające w przybliżeniu województwom), okręgi, podokręgi, powiaty, rejony (dzielnice) i garnizony.
- Obwód I (warszawski) – nie posiadał samoistnego dowództwa, a dowództwa i sztaby wszystkich 3 jego okręgów podlegały Sztabowi Głównemu AL.
  - Okręg 1 (Warszawa Miasto) – dowódca: mjr Bolesław Kowalski, ps. „Ryszard”
  - Okręg 2 (Warszawa Lewa Podmiejska) – dowódca: kpt. Paweł Wojas, ps. „Roman”
  - Okręg 3 (Warszawa Prawa Podmiejska) – dowódca: kpt. Teodor Naumienko, ps. „Karol”
- Obwód II (lubelski) – dowódcy: ppłk Mieczysław Moczar, ps. „Mietek” (do 9 czerwca 1944, ppłk Grzegorz Korczyński, ps. „Grzegorz” (3–20 lipca 1944))
  - Okręg 4 (Lublin) – dowódca: kpt. Franciszek Woliński, ps. „Franek”
  - Okręg 5 (Janów Lubelski) – dowódca: por. Tadeusz Szymański, ps. „Lis”
  - Okręg 6 (Siedlce; w czerwcu 1944 został włączony do obwodu I warszawskiego) – dowódca: por. Stanisław Laskowski, ps. „Leśny”
- Obwód III (radomsko-kielecki) – dowódcy: ppłk Andrzej Adryan, ps. „Felek” (do czerwca 1944), ppłk Mieczysław Moczar, ps. „Mietek” (25 czerwca 1944 – styczeń 1945), szef sztabu: Marian Janic
  - Okręg 7 (Radom) – dowódca: por. Józef Jarosz, ps. „Wicek”
  - Okręg 8 (Kielce) – dowódca: por. Stanisław Chruściński, ps. „Stach”
  - Okręg 9 (Częstochowa) – dowódca: kpt./mjr Bolesław Boruta, ps. „Hanicz”
- Obwód IV (krakowski) – dowódcy: płk Franciszek Księżarczyk, ps. „Michał” (marzec–sierpień 1944, p.o. Bronisław Pawlik, ps. „Bronek” (sierpień–październik 1944), Stanisław Gębala, ps. „Kaleka” (październik 1944 – styczeń 1945))
  - Okręg 10 (Kraków-Podhale) – dowódca: por. Franciszek Martyna, ps. „Wilk”
  - Okręg 11 (Miechów) dowódca: por. Stanisław Gębala, ps. „Kaleka”
  - Okręg 12 (Rzeszów) – dowódca: por. Jan Urban, ps. „Janek”
  - Okręg 13 (Jasło) dowódca: por. Wojciech Kwilosz, ps. „Tomek”
  - Okręg Wiślica (od 30 marca 1944) – dowódca: por. Franciszek Kucybała, ps. „Stary Franek”
- Obwód V (śląski) – dowódca: por. Józef Faruga, ps. „Granat” (6 sierpnia 1944 – styczeń 1945; wiosną 1944 utracono z tym okręgiem łączność i z tego powodu, do końca okupacji na tym terenie, prowadził on działalność samodzielnie)
  - Okręg Zagłębie – dowódca: por. Edward Chmielewski, ps. „Mały”
  - Okręg Bielsko – dowódca: por. Józef Faruga, ps. „Granat”
  - Okręg Katowice – dowódca: por. Wiktor Szostak, ps. „Jakubowicz”
  - Okręg Chrzanów (od sierpnia 1944) – dowódca: por. Stanisław Wałach, ps. „Zdzich”
- Obwód VI (łódzki) – dowódca: por. Stefan Czerwiński, „Jerzy”
  - Okręg 16 (Łódź; istniał tylko nominalnie z powodu wcześniejszych licznych aresztowań przez Gestapo w kręgu PPR i GL)
  - Okręg 17 (Poznań; istniał tylko nominalnie z powodu licznych aresztowań przez Gestapo w kręgu AL wiosną 1944) – dowódca: por. Antoni Ratajczak, ps. „Kosiba”
  - Okręg 18 (Płock) – dowódca: kpt. Władysław Marchoł, ps. „Mazur”

Na podstawie ustawy Krajowej Rady Narodowej z 21 lipca 1944, w wyniku połączenia Armii Ludowej z Armią Polską w ZSRR, utworzono ludowe Wojsko Polskie. Od tego czasu oddziały AL na terenach okupowanych w większości używały dotychczasowych – AL-owskich – nazw, ale część formalnie obowiązującej – Oddziały Partyzanckie WP. 22 lipca 1944 utworzono powołane Naczelne Dowództwo Wojska Polskiego, do którego z Naczelnego Dowództwa AL weszli:
- gen. Michał Żymierski jako naczelny dowódca WP,
- płk Marian Spychalski jako szef Sztabu Głównego WP,
- Jan Czechowski jako delegat Krajowej Rady Narodowej.

Naczelny Dowódca WP podporządkował 23 lipca wszystkie oddziały Polskiego Sztabu Partyzanckiego – obwodom AL rozkazem przekazanym drogą radiową. W ciągu lipca 1944 roku wszyscy członkowie Dowództwa Głównego AL znaleźli się na terenach zajętych przez Armię Czerwoną, a dowodzenie AL przeszło w ręce Michała Roli-Żymierskiego jako naczelnego dowódcy lWP.

## Liczebność
Dokładna liczba żołnierzy AL nie jest znana, a w okresie PRL była celowo zawyżana przez propagandę komunistyczną, aby podnieść znaczenie tej formacji. Poszczególne źródła przedstawiają następujące liczby:
- według Piotra Gontarczyka wiosną 1944 maksymalna liczba konspiracji komunistycznej to 5 tys., z czego tylko część była w AL[26], a do końca lata 1944 przez szeregi AL przewinęło się zaledwie 2–3 tys. partyzantów. Późniejszy wzrost aktywności i liczebności był związany ze zbliżającym się frontem sowiecko-niemieckim, a oddziały AL zasilały głównie zrzuty sowieckich skoczków spadochronowych (powodowało to, że władzę w AL przejmowały czynniki związane bezpośrednio z ZSRR, a nie z PPR)[27] Jest to jednak liczebność zdecydowanie zaniżona, gdyż w 2004 roku środowisko żołnierzy Armii Ludowej przy Związku Kombatantów Rzeczypospolitej i byłych Więźniów Politycznych liczyło ponad 5500 członków[28].
- według Nowej encyklopedii powszechnej PWN AL na początku 1944 r. liczyła 6–8 tys. ludzi, w lipcu 1944 – około 30 tys., natomiast polowe siły partyzanckie w lipcu 1944 liczyły 6 tys. ludzi (w tym 40% w brygadach podległych PSzP), głównie w brygadach AL[29]
- Norman Davies wskazywał, że liczebność AL nigdy nie przekroczyła 100 tys. żołnierzy[30]
- Andrzej Paczkowski podaje liczbę 20 tys. partyzantów[31]
- Andrzej Krzysztof Kunert skłania się ku liczbie 30 tys. żołnierzy[31]
- Michał Pietrzak podaje liczbę 30 tysięcy oficerów i żołnierzy pod koniec okupacji i 14 tysięcy walczących w oddziałach partyzanckich[32].
- Mieczysław Wieczorek w swojej monografii[33] podaje, że w lipcu 1944 roku było 33 866 członków, z tego 5757 w oddziałach partyzanckich, a w styczniu 1945 odpowiednio 23 634 członków i 646 w oddziałach partyzanckich, natomiast w podsumowaniu mówi o ok. 47 tys. członków[34]
- Piotr Matusak pisał o 45 897[potrzebny przypis]
- Józef Garas i Ryszard Nazarewicz o 60 tys.[35]
- według Małej encyklopedii wojskowej liczebność wynosiła od 50 do 60 tysięcy żołnierzy[36]
- Waldemar Tuszyński podaje, że w szczytowym okresie działalności latem 1944 roku w skład AL wchodziło 55 tys. żołnierzy z czego 11 tys. było w oddziałach partyzanckich[37].
- Jerzy Pawłowicz podaje przedział od 50 tys.[38] do 100 tys. członków AL, wliczając wszystkie siły współdziałające z walczącymi oddziałami – przede wszystkim ludność wiejską, która spełniała funkcję łączników, informatorów, ukrywała oddziały partyzanckie, zaopatrywała je w żywność itp., a więc wypełniała czynności należące w regularnym wojsku do wszelkiego rodzaju służb pomocniczych jak łączność, tabory i inne[39].

| Okręg, obwód           | Ogółem | Ogółem                 | W tym w jednostkach partyzanckich (AL + PSzP) | W tym w jednostkach partyzanckich (AL + PSzP) |
| ---------------------- | ------ | ---------------------- | --------------------------------------------- | --------------------------------------------- |
|                        | Stan   | Okres                  | Stan                                          | Okres                                         |
| Warszawa               | 1800   | sierpień-wrzesień 1944 | 800                                           | sierpień-wrzesień 1944                        |
| Lewa Podmiejska        | 1000   | styczeń 1945           | 33                                            | styczeń 1945                                  |
| Prawa podmiejska       | 1031   | lipiec 1944            | 213                                           | lipiec 1944                                   |
| Płock                  | 3500   | styczeń 1945           | 250                                           | październik 1944                              |
| Lublin                 | 6875   | lipiec 1944            | 1275                                          | lipiec 1944                                   |
| Janów                  | 11360  | lipiec 1944            | 2360                                          | lipiec 1944                                   |
| Radom                  | 8000   | styczeń 1945           | 2066                                          | sierpień-wrzesień 1944                        |
| Kielce                 | 500    | styczeń 1945           | –                                             | –                                             |
| Częstochowa-Piotrków   | 5131   | wrzesień 1944          | 531                                           | wrzesień 1944                                 |
| Kraków                 | 1000   | styczeń 1945           | 240                                           | styczeń 1945                                  |
| Miechów                | 1200   | styczeń 1945           | 150                                           | lipiec 1944                                   |
| Wiślica                | 1700   | sierpień 1944          | 500                                           | sierpień 1944                                 |
| Rzeszów                | 700    | lipiec 1944            | –                                             | –                                             |
| Jasło                  | 500    | wrzesień 1944          | 30                                            | lipiec-sierpień 1944                          |
| Obwód śląsko-dąbrowski | 1600   | styczeń 1945           | 60                                            | październik 1944                              |
| Straty                 | 8000   |                        |                                               |                                               |
| Ogółem                 | 53897  | –                      | 8508                                          | –                                             |

## Jednostki partyzanckie
Armia Ludowa składała się z oddziałów polowych (oddziałów, batalionów i brygad partyzanckich), grup wypadowych (bojowo-dywersyjnych), jednostek garnizonowych (zorganizowanych na ogół w sekcje, drużyny, plutony, kompanie), a na terenach silnie uprzemysłowionych także z grup sabotażowych, działających w zakładach przemysłowych. Brygady były największymi oddziałami polowymi liczącymi po 150-750 żołnierzy. Jednostki garnizonowe stanowiły oparcie i rezerwę kadrową dla działalności oddziałów partyzanckich oraz grup wypadowych.
Brygady:
- Obwód II Lubelski:
  - 1 Brygada AL im. Ziemi Lubelskiej – sformowana rozkazem dowódcy II Obwodu, mjr Mieczysława Moczara ps. „Mietek” 20 lutego 1944. Rozformowana 27 lipca 1944. Dowodzili nią kolejno: kpt./mjr Władysław Skrzypek ps. „Grzybowski” (od 20 lutego do 10 kwietnia), por. Feliks Kozyra ps. „Błyskawica” (od 11 do 14 kwietnia), kpt. Andrzej Flis ps. „Maksym” (od 14 kwietnia do 12 maja), kpt. Ignacy Borkowski ps. „Wicek” (od 12 maja do rozformowania);
  - 2 Brygada AL im. Jana Hołoda – formowanie rozpoczęto w lipcu 1944 zgodnie z rozkazem dowódcy Obwodu II, ppłk. Grzegorza Korczyńskiego ps. „Grzegorz”. Trzon stanowił 1 Batalion AL im. Jana Hołoda dowodzonego przez kpt. Zbigniewa Stępkę ps. „Mara”. Formowania nie dokończono wskutek wyzwolenia ziemi lubelskiej;
  - 3 Północnolubelska Brygada AL – formowanie rozpoczęto w lipcu 1944 zgodnie z rozkazem dowódcy Obwodu II, ppłk. Grzegorza Korczyńskiego ps. „Grzegorz”. Trzon stanowił 2 Batalion AL pod dowództwem kpt. Jana Piątka. Formowania nie dokończono wskutek wyzwolenia Lubelszczyzny.
- Obwód III Radomsko-Kielecki:
  - 1 Brygada AL im. Ziemi Kieleckiej – sformowana rozkazem dowódcy III Obwodu, ppłk. Mieczysława Moczara ps. „Mietek” 26 lipca 1944. Rozformowana w październiku 1944. Dowódcą brygady był mjr Henryk Połowniak ps. „Zygmunt”;
  - 2 Brygada AL „Świt” – sformowana rozkazem dowódcy III Obwodu, ppłk. Mieczysława Moczara ps. „Mietek” 6 sierpnia 1944. Rozformowana pod koniec października 1944. Dowódcami brygady byli kpt. Tadeusz Maj ps. „Łokietek” (do 17 października) i por. Tadeusz Łęcki ps. „Orkan”;
  - 3 Brygada AL im. gen. Józefa Bema – sformowana rozkazem dowódcy III Obwodu, ppłk. Mieczysława Moczara ps. „Mietek” 8 września 1944[41]. Rozformowana w grudniu 1944. Dowódcą brygady był kpt./mjr Bolesław Boruta ps. „Zygmunt”;
  - 10 Brygada AL „Zwycięstwo” – sformowana rozkazem dowódcy III Obwodu, ppłk. Mieczysława Moczara ps. „Mietek” 13 września 1944. Rozformowana 28 września 1944. Dowodził nią st. lejtn. Nikołaj Dońcow. Razem z 11 brygadą „Wolność” stanowiły jednostkę partyzantów sowieckich walczących w Armii Ludowej na ziemi kieleckiej;
  - 11 Brygada AL „Wolność” – sformowana rozkazem dowódcy III Obwodu, ppłk. Mieczysława Moczara ps. „Mietek” 13 września 1944. Rozformowana 15 listopada 1944. Dowódcą brygady był st. lejtn. Stiepan Riaszczenko. Razem z 10 brygadą „Zwycięstwo” stanowiły jednostkę partyzantów sowieckich walczących w Armii Ludowej na ziemi kieleckiej.
- Obwód IV Krakowski:
  - 1 Brygada AL Ziemi Krakowskiej im. Bartosza Głowackiego – dowódca: kpt. Józef Saturn ps. „Bartek”.
- Obwód VI Łódzki:
  - Brygada AL „Synowie Ziemi Mazowieckiej” – dowódca: mjr Władysław Marchoł ps. „Mazur”.
- Brygady podległe Polskiemu Sztabowi Partyzanckiemu, które współpracowały lub podporządkowały się Armii Ludowej:
  - Brygada Partyzancka im. Tadeusza Kościuszki – dowódca: mjr Czesław Klim,
  - Brygada Partyzancka im. Wandy Wasilewskiej – dowódca: kpt. Stanisław Szelest,
  - Brygada Partyzancka „Grunwald” – dowódca: mjr Józef Sobiesiak ps. „Maks”.

Od czerwca do lipca 1944 r. Zgrupowanie Partyzanckie „Jeszcze Polska nie zginęła” funkcjonowało jako 3 i 4 brygada Armii Ludowej obwodu Lubelskiego.
Według danych ankietowych 74% żołnierzy AL było pochodzenia chłopskiego, a 25% robotniczego.
Brygady podlegały dowództwom obwodów, zaś bataliony i kompanie – dowództwom brygad, a w przypadku ich braku na danym terenie – dowództwu okręgów.
Oprócz brygad działały także mniejsze jednostki: bataliony i oddziały, m.in. Batalion im. Czwartaków.
Spośród 99 działających w 1944 roku jednostek partyzanckich AL, 56 wywodziło się z GL lub ZWM, 12 z oddziałów PSzP, 12 z BCh, 8 z AK, 4 z Milicji Ludowej RPPS, 7 z innych organizacji (GL PPS, PAL i inne).
W partyzantce AL oprócz Polaków walczyli także zbiegli z niewoli niemieckiej jeńcy sowieccy oraz ukrywający się przed zagładą Żydzi, ale nie stanowili oni znaczących grup, tworząc tylko drużyny, plutony lub co najwyżej kompanie w składzie oddziałów i brygad AL. W sierpniu 1944 roku redaktor naczelny „Biuletynu Informacyjnego” Aleksander Kamiński ostrzegał ocalonych z powstania w getcie Marka Edelmana i Szymona Ratajzera, że Żydowska Organizacja Bojowa nie powinna w tym momencie przyłączać się do AK, bo po jej rozszerzeniu o NSZ nie będą w jej szeregach bezpieczni. Radził im wstąpienie do Armii Ludowej. Przedstawiciele partyzantki komunistycznej odmówili przyjęcia żobowców, tłumacząc to zbyt dużą odpowiedzialnością historyczną. Twierdzili, że ocalałych z powstania w getcie powinno się chronić jak eksponaty muzealne.
Oddziały AL współdziałały przede wszystkim z partyzantką sowiecką, często z BCh, czasem także z AK. Wspólnie z BCh i AK wzięły udział w utworzeniu i obronie tzw. „Republiki Pińczowskiej”, czyli obszaru opanowanego przez partyzantów o powierzchni około 800 km², zamieszkanego przez prawie 100 tys. ludzi, położonego w pobliżu przyczółka sandomierskiego.
W lipcu 1944 dowództwo AL podpisało porozumienie o współdziałaniu i współpracy z Korpusem Bezpieczeństwa, zaś we wrześniu 1944 z Polską Armią Ludową. Nawiązano też kontakty organizacyjne z niektórymi okręgami Batalionów Chłopskich i Socjalistycznej Organizacji Bojowej.
Godłem AL był piastowski orzeł, był bardzo nieheraldyczny, ale za to solidny w żołnierskim użyciu (nie łamał się i dobrze tkwił na czapkach). Wzór AL-owskiego orzełka opracowali w Warszawie Stanisław Nowicki i Marian Spychalski. Tłoczył go masowo w fabryce przy ul. Grochowej 44 na Grochowie Zygmunt Duszyński, hymnem była pieśń „Gdy naród do boju wystąpił z orężem”. Dewizą organizacji było hasło Za Wolność, Polskę i Lud.

## Kadra i uzbrojenie
Kadrę dowódczą stanowili głównie przeszkoleni i awansowani partyzanci (w Warszawie, na Lubelszczyźnie i Kielecczyźnie zorganizowano kursy oficerskie), ale też członkowie grup Polskiego Sztabu Partyzanckiego (PSzP), oficerowie i podoficerowie rezerwy przedwojennego Wojska Polskiego oraz podoficerowie i oficerowie przechodzący z innych organizacji, m.in. Armii Krajowej, a także byli oficerowie i podoficerowie Brygad Międzynarodowych z doświadczeniem zdobytym w hiszpańskiej wojnie domowej.
Uzbrojenie i sprzęt Armia Ludowa zdobywała przede wszystkim na nieprzyjacielu, ale otrzymywała też od Polskiego Sztabu Partyzanckiego (zwłaszcza od lipca 1944) jej zrzuty drogą lotniczą. Łącznie oddziały PSzP i AL otrzymały tą drogą: 4653 pistolety maszynowe, 1417 karabinów, 246 rkm-ów, 82 rusznic ppanc, 49 moździerzy, 8 tys. granatów, 3 mln naboi oraz 16 ton materiałów wybuchowych.

## Stopnie wojskowe
Do Armii Ludowej przyjęto podział na stopnie wojskowe używane w Gwardii Ludowej, poza tym dodano stopnie starszych gwardzistów oraz starszych sierżantów, jednak w rozkazach awansów na poszczególne stopnie skrupulatnie omijano te dwie rangi (najczęściej starszego gwardzisty). Podobnie jak w GL nie przyjęto stopni podchorążego oraz chorążego, gdyż z założenia ideologicznego AL zrywała z tradycją cenzusu
- szeregowy (ew. gwardzista) – odpowiednik strzelca, ułana, kanoniera w armii polskiej
- starszy szeregowy (ew. starszy gwardzista)[c] – naszyta na czapce pod orzełkiem oraz na naramienniku jedna biała belka
- kapral – naszyte na czapce pod orzełkiem oraz na naramienniku dwie białe belki
- plutonowy – naszyte na czapce pod orzełkiem oraz na naramienniku trzy białe belki
- sierżant – naszyta na czapce pod orzełkiem oraz na naramienniku biała litera V
- starszy sierżant[d] – naszyte na czapce pod orzełkiem oraz na naramienniku dwie białe litery V
- podporucznik – naszyta na czapce pod orzełkiem oraz na naramienniku biała gwiazdka
- porucznik – naszyte na czapce pod orzełkiem oraz na naramienniku dwie białe gwiazdki
- kapitan – naszyte na czapce pod orzełkiem oraz na naramienniku trzy białe gwiazdki
- major – naszyte na czapce pod orzełkiem oraz na naramienniku dwie białe belki i białą gwiazdka
- podpułkownik – naszyte na czapce pod orzełkiem oraz na naramienniku dwie białe belki i dwie białe gwiazdki
- pułkownik – naszyte na czapce pod orzełkiem oraz na naramienniku dwie białe belki i trzy białe gwiazdki
- generał brygady – stopień ten posiadał tylko Naczelny Dowódca Armii Ludowej, Michał Żymierski ps. „Rola”

## Przysięga Armii Ludowej
Przysięgam w obliczu Narodu Polskiego, że twardo i do ostatnich sił walczyć będę o jego wyzwolenie i nieugięcie stać będę na straży praw jego.
Przysięgam, że wydane mi rozkazy wypełniać będę ściśle i sumiennie.
Przysięgam, że dochowam tajemnicy wojskowej i nie zdradzę jej nawet wobec najokrutniejszych tortur.

## Działalność bojowa

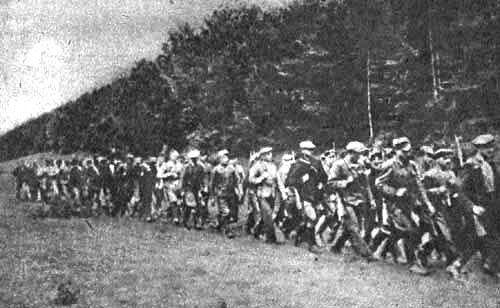
Koncentracja lubelskiej Armii Ludowej w rejonie Huty Turobińskiej

Armia Ludowa główny wysiłek bojowy, w celu wsparcia Armii Czerwonej na zapleczu frontu sowiecko-niemieckiego, skierowała na niszczenie linii komunikacyjnych na obszarze okupowanej Polski, łączności wroga. Ponadto atakowała aparat terroru okupanta (obrona ludności cywilnej przed wysiedleniami), organizowała sabotaż w gospodarce, walczyła z ekspedycjami pacyfikacyjnymi i antypartyzanckimi. Odbijano też więźniów. Największa taka akcja AL to atak 12 grudnia 1944 przez oddział J. Gałki, ps. „Kędziora” na obóz pracy karnej w Byczkach koło Skierniewic i uwolnienie 160 więźniów. Największa akcja w dziele zdobywania broni na wrogu to atak 23 marca 1944 grup wypadowych na magazyn uzbrojenia w Markach koło Warszawy i zdobycie w nich 200 karabinów, 10 pistoletów maszynowych i 2 rkm-ów oraz dziesiątków tysięcy naboi.
17 lutego 1944 specjalna grupa bojowa przy Sztabie Głównym AL, dowodzona przez ppłk. Jerzego Fonkowicza przeprowadziła akcję zdobycia archiwum Delegatury Rządu na Kraj przy ul. Poznańskiej 12. Według IPN jednym z uczestników akcji był funkcjonariusz Gestapo; nie wiadomo jednak czy pozostali jej uczestnicy wiedzieli o tym. W jej wyniku rozbiciu uległa newralgiczna sieć konspiracji Armii Krajowej, a AL uzyskała dane o przedwojennych agentach policji w szeregach ruchu komunistycznego.
Oddziały AL aż do wyzwolenia toczyły ciężkie walki z usiłującymi spacyfikować swoje zaplecze siłami policji hitlerowskiej, SS i Wehrmachtu, i do końca stycznia 1945 roku zwalczały wycofujących się i rozproszonych po lasach niedobitków hitlerowskich. Straty AL wyniosły około 8000 poległych i aresztowanych.

### Bitwy partyzanckie
14 maja 1944 Bitwa pod Rąblowem – zgrupowanie AL (ok. 700 ludzi) i oddziałami partyzantki sowieckiej (ok. 200–300 ludzi) w ogólnej sile ponad 900 ludzi dowodzone przez ppłk. Mieczysława Moczara, ps. „Mietek” stoczyły całodzienną bitwę z pięcioma batalionami dywizji SS „Wiking”, realizującymi przeciwpartyzancką operację „Maigewitter”, a później przebiły się z okrążenia.
Od 9 do 25 czerwca 1944 w Lasach Janowskich i Lipskich oraz Puszczy Solskiej na Lubelszczyźnie. W czasie pierwszej fazy operacji Sturmwind I siły niemieckie dowodzone przez dowódcę okręgu wojskowego GG generała S. Haenicke, liczące 25 tys. żołnierzy (3 dywizje piechoty, Korpus Kawalerii Kałmuckiej, pułki: ochronny, policji, szkolny oraz mniejsze oddziały, policję i żandarmerię), wspierane przez czołgi, samochody pancerne, artylerię, lotnictwo po kilku dniach walk okrążyły 14 czerwca nad rzeką Branwią oddziały partyzantki sowieckiej, AL, BCh i stuosobowy oddział AK por. „Konara”. W tej sytuacji dowódcy okrążonych oddziałów zdołali wyłonić wspólne dowództwo na czele z ppłk. Nikołajem Prokopiukiem, któremu podlegało ponad 3 tys. partyzantów. Po całodziennej ciężkiej bitwie toczonej głównie w rejonie Porytowego Wzgórza, nocą, w sposób zorganizowany, zabierając rannych, tabory i ciężki sprzęt, wydostali się z okrążenia i po czterdziestokilometrowym marszu w większości przeszli do Puszczy Solskiej. W bitwie tej zginęło, zmarło z ran albo dostało się do niewoli 200 partyzantów. Niemcy ponieśli większe straty: Wehrmacht 495 zabitych i rannych, nie są znane straty policji, żandarmerii i Kałmuków.
22 czerwca 1944 roku znajdujące się w puszczy oddziały AL i PSzP (około 800 partyzantów), dowodzone przez kpt. Ignacego Borkowskiego, ps. „Wicek”, partyzanci sowieccy (ponad 2 tys. ludzi), dowodzeni przez ppłk. Prokopiuka oraz stacjonujące tu zgrupowanie AK i BCh (około 1 tys. ludzi), dowodzone przez mjr. E. Markiewicza, ps. „Kalina”, zostały ponownie okrążone przez wzmocnione siły Niemców, realizujących drugą fazę operacji „Sturmwind II”. Tym razem nie udało się wyłonić wspólnego dowodzenia i uzgodnić współdziałania z AK. Partyzanci AL po całodziennej bitwie przebili się w nocy z 22 na 23 czerwca pod Góreckiem Kościelnym, tracąc około 200 ludzi, za cenę utraty 150 żołnierzy powiodła się także kolejna (trzecia) próba przebicia wyjścia z okrążenia, tym razem przez zgrupowania sowieckie, podjęta w nocy z 23 na 24 czerwca pod wsią Kozaki. Zgrupowania AK, BCH nie podjęły próby zorganizowanego przebicia się i zostały zniszczone pod Osuchami do 25 czerwca. Większość partyzantów wraz z mjr. „Kaliną” poległa, wszystkich jeńców Niemcy rozstrzelali. Była to największa bitwa partyzancka stoczona na ziemiach polskich w okresie II wojny światowej.
Na przełomie lipca i sierpnia 1944 Brygada AL im. Ziemi Krakowskiej brała udział wraz z oddziałami AK i BCh w walkach o Republikę Pińczowską, staczając bitwy pod Młodzawami i w Skalbmierzu. Samodzielnie stoczyła bitwę pod Baranowem, tuż przed przebiciem się przez linię frontu w okolicy wsi Szklanów.
12 września 1944 pod Ewiną w powiecie radomszczańskim bitwa 3 brygady AL im Bema (około 600 partyzantów oraz 15 skoczków z PSzP) dowodzonej przez kpt. B. Borutę, ps. „Hanicz” z oddziałami hitlerowskimi liczącymi 6 tys. żołnierzy, wspieranymi przez czołgi, artylerię i lotnictwo, zakończona wyjściem partyzantów z okrążenia.
W dniach 29–30 września pod Gruszką w powiecie koneckim połączone oddziały brygad AL oraz partyzantów sowieckich, w ogólnej sile 1500 partyzantów, dowodzone przez mjr. Henryka Połowniaka, ps. „Zygmunt”, po bitwie z hitlerowcami (5 tysięcy żołnierzy wspieranych przez czołgi i artylerię) przełamały okrążenie.
Na wcielonych do III Rzeszy ziemiach polskich oddziały AL stoczyły największą bitwę partyzancką pod Pokrytkami w powiecie Ciechanów, 20 sierpnia gdzie dwa bataliony AL starły się z batalionem Waffen-SS wspieranym przez samochody pancerne, własowców, żandarmerię oraz artylerię i lotnictwo.

### Współpraca z innymi organizacjami konspiracyjnymi
Na przestrzeni 1944 r. doszło do podpisania szeregu deklaracji o współpracy i zawarcia porozumień wojskowych między oddziałami AL, BCh, AK i oddziałami socjalistycznymi. Między innymi zawarte zostało porozumienie między Dowództwem Obwodu Lubelskiego AL a Komendą Inspektoratu AK powiatu puławskiego i janowskiego oraz między dowództwem obwodu kieleckiego AL a dowództwem AK obwodu Starachowice. Bardziej radykalne elementy BCh, nie ograniczając się do porozumień wojskowych, przechodziły do szeregów AL. M.in. na terenie okręgu 5 AL (południowa Lubelszczyzna) wiosną 1944 roku połączyło się organizacyjnie z AL około 800 członków BCh z powiatu krasnostawskiego, oddział BCh z powiatu puławskiego, oddział BCh pod dowództwem Pawła Niewinnego „Bartosza” z powiatu lubelskiego. W powiecie radomszczańskim w skład 3 Brygady AL im. generała Bema wszedł duży oddział Milicji PPS-WRN liczący blisko 70 osób. W obwodzie katowickim latem 1944 roku weszło w szeregi AL ponad 600 członków AK.
W myśl wytycznych Dowództwa IV Obwodu AL, dowództwo Brygady AL nawiązało łączność z działającymi na tych terenach oddziałami Batalionów Chłopskich i Gwardii Ludowej WRN. Pierwsze spotkanie odbyło się w dniu 5 sierpnia 1944 r. Komitet Okręgowy PPR reprezentował Stanisław Brodziński ps. „August”, Armię Ludową kpt. Tadeusz Grochal ps. „Tadek Biały”, GL-WRN – Stanisław Wencel ps. „Twardy”, a Bataliony Chłopskie – Stanisław Śnitko ps. „Sowa”. Jak stwierdza zachowany protokół z tej narady – celem konferencji było ustalenie wspólnego działania wszystkich patriotycznych ugrupowań partyzanckich i pomocy w walce z hitleryzmem. W wyniku rozmów podjęto decyzję o przystąpieniu wszystkich trzech grup do Armii Ludowej. Postulując przystąpienie do AL konferencja zapewniła każdej grupie równorzędność, całkowitą swobodę w prowadzeniu agitacji politycznej, pełną autonomię itp. Chodziło więc nie o połączenie oddziałów, ale ustalenie wspólnego programu walki.
Wiele ogniw terenowych i oddziałów partyzanckich BCh rozwijało aktywną działalność bojową i nawiązywało współdziałanie z Armią Ludową jak np. oddziały J. Kozłowskiego „Wiary” i Stanisława Śnitki „Sowy” we Włoszczowskiem, „Batalion Podlaski” zorganizowany przez Stefana Skoczylasa, który nawiązał ścisłą współpracę ze zgrupowaniem Roberta Satanowskiego, Eugeniusza Fąfary „Nawrota” w Opatowskiem, Karola Farugi „Czantorii” w rejonie Bielska, Stanisława Ordyka „Czernika” w Tarnobrzeskiem, Jana Sońty „Ośki” w Iłżeckiem. Niektóre zwarte oddziały BCh weszły organicznie w skład AL, np. kompania Juliana Kaczmarczyka „Lipy” w skład 1 Brygady AL Ziemi Lubelskiej, oddziały Józefa Maślanki w Stopnickiem, P. Głowackiego „Kamfory” w Puławskiem, pluton A. Roguli „Wiktora” z powiatu Radomsko w skład 3 Brygady AL. gen. Bema. Analogiczne procesy zachodziły również w łonie organizacji socjalistycznych, i to nie tylko w jej odłamie lewicowym skupionym przeważnie w RPPS, czy w umiarkowanej SOB, lecz także w kierowanej przez prawicowców organizacji wojskowej WRN. W skład AL weszły oddziały Milicji RPPS w Warszawie, które w jej szeregach walczyły w czasie powstania, oddziały bojowe w Dęblińskiem, Koneckiem i inne. W Częstochowskiem doszło w lecie 1944 r. do formalnego połączenia z AL oddziałów PPS-WRN Zygmunta Łęgowika „Brzeszczota” i SOB Czesława Grajka „Wiktora”, działające zaś na włączonych do Rzeszy obszarach Zagłębia Dąbrowskiego oddziały AK Stanisława Wencla „Twardego” i Gerarda Woźnicy „Hardego”, składające się w znacznej części z członków PPS, współpracowały z oddziałami AL i partyzantami radzieckimi.
Przeważnie z inicjatywy AL dochodziło do wspólnych akcji bojowych z AK i BCh. M.in. na Lubelszczyźnie nastąpiło w pierwszej połowie 1944 r. wspólne wysadzenie mostu kolejowego w Wólce Orłowskiej. W zasadzce pod Żółkiewką oddziały AL „Biernackiego” (Z. Ćwikło) i AK-BCh „Newa” (W. Rokicki) zniszczyły 8 samochodów i zabiły 45 Niemców. W powiecie chełmskim 17 kwietnia 1944 r. oddziały BCh, AL i AK oraz radziecki oddział mjr. Fiodorowa stoczyły walkę z SS i żandarmerią w sile około 1500 ludzi. W walce zginęło 10 partyzantów, wśród nich mjr Fiodorow. W największej bitwie partyzanckiej w Polsce, stoczonej w czerwcu 1944 r. w lasach janowskich na Lubelszczyźnie, w pierwszej jej fazie do walczących żołnierzy 1 Brygady AL dowodzonej przez Ignacego Borkowskiego „Wicka” i oddziałów partyzantów radzieckich pod dowództwem Nikołaja Prokopiuka i W. Karasiowa, przyłączył się oddział AK Bolesława Usowa „Konara”. W walkach o utworzenie i utrzymanie przyczółka baranowsko-sandomierskiego brało udział wiele krakowskich i kieleckich jednostek AL, BCh i AK, a m.in. z AL – 1 Brygada Ziemi Krakowskiej pod kierownictwem operacyjnym Franciszka Księżarczyka, Brygada „Grunwald” Józefa Sobiesiaka, z BCh – oddziały Józefa Maślanki, Eugeniusza Fąfary „Nawrota”, Jana Kurkiewicza „Wyrwy”, Piotra Pawliny „Piotra”, Mieczysława Kazimierskiego „Orkana”, M. Marca „Pawła”, z AK – oddziały kieleckie 2 i 4 pułku, dowodzone m.in. przez „Kruka” (Witkowski) oraz miechowskie „Sokoła” (A. Pudo), Franciszka Kozłowskiego „Brzoza II”. W toku walk został przez polskie oddziały partyzanckie wyzwolony zwarty rejon o powierzchni ok. 800 km², w pasie 15–30 km za linią frontu, zwany Republiką Pinczowską. Szef wywiadu okręgu kieleckiego AK Zygmunt Szewczyk „Bartek” przekazywał dowództwu obwodu kieleckiego AL szczegółowe dane o rozmieszczeniu i ruchach wojsk hitlerowskich na froncie Wisły i przyczółka sandomierskiego. Wiadomości te, przekazywane przez AL na drugą stronę frontu, przyczyniły się m.in. do skutecznego zbombardowania przez lotnictwo radzieckie niektórych obiektów, w tym składów amunicji na stacji Niekłań 29 sierpnia 1944 r.
Współdziałanie z BCh i LSB
Wkrótce po powołaniu KRN podejmowane były inicjatywy dla nawiązania współpracy między BCh i AL w różnych rejonach. Chronologicznie najwcześniej współdziałanie BCh z AL w walkach przeciw Niemcom wystąpiło na Lubelszczyźnie. Zasługi w tym zakresie położyli tamtejsi organizatorzy i przywódcy PPR m.in. – Aleksander Szymański „Ali”, Michał Wójtowicz „Zygmunt”, „Karol”, Stanisław Szot „Kot”. 26 stycznia 1944 r. dowódca oddziału specjalnego BCh Stanisław Jokiel „Janek” z obwodu włoszczowskiego, przeprowadzał rozmowy z przedstawicielami Komitetu Okręgowego PPR w Częstochowie, S. Wojtalą i Stanisławem Olczykiem „Garbatym”, dowódcą oddziału AL. Otoczeni przez żandarmów, podjęli walkę, podczas której Jokiel i Wojtala ponieśli śmierć. 24 lutego 1944 r. oddział specjalny BCh M. Kozłowskiego „Tadka” z obwodu Kraśnik, z grupą partyzantów z oddziału AL Edwarda Gronczewskiego „Przepiórki”, przeprowadzili w rejonie gajówki Maziorka, zasadzkę na samochody niemieckie przejeżdżające trasą Kraśnik-Annopol. Również w lutym oddział BCh pod dowództwem T. Tkaczyka, z oddziałem AL z Ostrowa, opanował tę osadę. Podczas walki z załogą posterunku jeden policjant granatowy został zabity, drugi ranny a 12 rozbrojono. Dochodziło też do współdziałania alowców i bechowców z żołnierzami AK we wspólnej walce z wrogiem. 30 marca zgrupowanie liczące około 400 partyzantów z wymienionych formacji pod dowództwem E. Młynarczyka „Konaka” przeprowadziło akcję na areszt w Żółkiewce, w którym uwięziony był P. Stachyra „Korwin” członek SL ROCH. Rozbrojono posterunek policji granatowej, uwalniając „Korwina” i innych więźniów. Po wykonaniu tego zadania wywiązała się krótka walka z odsieczą niemiecką z Krasnegostawu, w wyniku której 8 żandarmów zginęło i spalono 6 samochodów. Również w marcu oddziały BCh, AL i AK z obwodu Krasnystaw, dowodzone przez M. Tarczyńskiego „Łopatkę”, J. Błażejczyka „Piłata” i H. Grabka „Lońkę”, zaatakowały niemiecką stadninę koni rasowych w Białce. W czasie walki 10 Niemców poniosło śmierć, zniszczone zostały 3 samochody wojskowe i zabrano 10 koni. 17 kwietnia partyzanci z oddziałów BCh, AL, AK i partyzanci radzieccy, stoczyli walkę z oddziałami niemieckimi koło wsi Wojsławice w obwodzie Chełm. Ich zgrupowanie w sile około 400 partyzantów zagrodziło drogę ekspedycji karnej, liczącej około 1500 esesmanów i żandarmów, mającej przeprowadzić krwawą pacyfikację Rozęcina, Nowego Majdanu i Wojsławic. Po stoczeniu kilkugodzinnej walki, partyzanci wycofali się, a ludność zdążyła się ewakuować. Niemcy stracili 16 zabitych oprawców i mieli 25 rannych. 10 partyzantów poległo, a wśród nich major Fiodor. 15 partyzantów odniosło rany.
Do współdziałania AL i BCh dochodziło również na obszarach po lewej stronie Wisły. 25 kwietnia 1944 r. oddział AL pod dowództwem Jana Trzaski „Gutka”, wspomagany przez patrol LSB W. Kałwy „Kalwiny”, w obwodzie miechowskim, stoczył walkę z załogą posterunku w Charsznicy. Z rąk partyzantów zginęli – komendant Rimmer, żandarmi Hube i Labke oraz 2 policjantów granatowych, a trzech było rannych.
Niektórzy działacze ruchu ludowego propagując idee Polski Ludowej, opowiadali się za współdziałaniem dla osiągnięcia tego celu SL, PPR i RPPS. Należał do nich Stefan Skoczylas „Piotr Giela” („Piotr Konarski”), komendant Podokręgu IV BCh Podlasie, który zorganizował podchorążówkę BCh w Białej Podlaskiej. Inspirator i organizator tajnego nauczania, redaktor i wydawca broszur konspiracyjnych, w Lublinie utrzymywał kontakt z grupą działaczy RPPS, a w Warszawie – z GL, a następnie AL i grupą intelektualistów skupionych wokół Stefana Żółkiewskiego i Władysława Bieńkowskiego.
W maju 1944 r. KRN wydała odezwę „Do wszystkich żołnierzy Armii Krajowej. Do wszystkich oficerów Polski Podziemnej”, z propozycją połączenia całości sił zbrojnych w kraju, a więc AL, AK, BCh i innych walczących z okupantem oddziałów partyzanckich i bojowych. 7 maja oddziały BCh z obwodu niżańskiego, pod dowództwem Juliana Kaczmarczyka „Lipy” i oddziały AL pod dowództwem I. Barlewskiego „Wilka”, urządziły zasadzkę na 26 żołnierzy niemieckich, strzegących linii kolejowej w rejonie Domosławów-Zdziary. W kilkugodzinnej bitwie zginęło 17 wehrmachtowców i zdobyto wiele broni. Straty własne wynosiły 3 zabitych i 4 rannych. Oddziały BCh obwodu Puławy 14 maja okazały wydatną pomoc oddziałom AL podczas bitwy z Niemcami pod Rąblowem, zaopatrując je w żywność, zabezpieczając kwatery, a sanitariuszki Zielonego Krzyża opatrywały rannych. 16 maja oddział polowy BCh J. Wilczka „Kmiecia” i oddział polowy AL Pawła Niewinnego „Bartosza”, wykoleiły pociąg na linii Lublin-Rozwadów, w pobliżu Niedrzewicy. Zniszczeniu uległa lokomotywa. 26 maja podczas pacyfikacji wsi Wysokie Dragany i Giełczew w powiecie Krasnystaw, hitlerowcy aresztowali 16 członków ruchu oporu, których postanowili odbić partyzanci BCh i AL. Dowództwo nad prawie 200 osobowym zgrupowaniem objęli: Jan Gilas „Mahatma”, komendant LSB obwodu Krasnystaw i Z. Ćwikła „Biernacki”, dowódca II podokręgu AL. Do zgrupowania dołączył również 25 osobowy oddział AK pod dowództwem W. Rokickiego „Nerwa”. Niemcy z aresztowanymi opuścili jednak teren wcześniej, więc partyzanci przypuścili atak na oddział Wehrmachtu, wywożąc deski z tartaku w Majdanie Piotrkowskim. W walce zginęło 10 żołnierzy niemieckich, 1 był ranny, a 23 rozbrojono. Straty własne wyniosły: 5 zabitych i 5 rannych.
18-28 czerwca w Puszczy Solskiej, na obszarze powiatu biłgorajskiego miała miejsce jedna z największych operacji wojskowych przeciw partyzantom. W olbrzymim kotle znalazły się oddziały BCh, AL, AK i zgrupowanie partyzantów radzieckich. Wśród około 3800 partyzantów, oddziały BCh obejmowały 570 żołnierzy.
18 lipca oddział BCh z Woli Soleckiej, obwodu Iłża, dowodzony przez M. Kaczmarczyka „Marcina”, wspólnie z oddziałem AL im. Damazego Czachowskiego, opanowały Solec nad Wisłą. W walce poniósł śmierć 1 żołnierz niemiecki. Przez trzy dni, 18–21 lipca oddział BCh pod dowództwem Zygmunta Goławskiego „Niwy” i 28 osoby oddział BCh z Ostrowa, toczyły walkę z niemiecką obławą. Na pomoc pospieszyły im oddziały AL, AK i partyzanci radzieccy.
Współdziałanie AL z BCh odbywało się albo spontanicznie i doraźnie w zaistniałych sytuacjach, kiedy zachodziła pilna potrzeba udzielania sobie pomocy, albo też na podstawie pisemnych porozumień, umów i zobowiązań. W powiecie Kraśnik 1 czerwca 1944 r. doszło do podpisania umowy o współpracy między kierownictwami powiatowymi ROCH i BCh z PPR i AL. Sekretarz Miechowskiego Komitetu Okręgowego PPR, Stanisław Brodziński potwierdza, że w okresie od marca do 15 czerwca 1944 r. przeprowadzono 6 konferencji z przedstawicielami ROCH i BCh, działaczami w skali powiatowej i gminnej oraz 11 rozmów na szczeblu placówek.
Dekretem KRN z 21 lipca 1944 z Armii Ludowej i 1 Armii WP, powstałej na ziemi radzieckiej, utworzono jednolite Wojsko Polskie. Dowództwo Główne AL wezwało do „zjednoczenia na terenach okupowanych jeszcze przez wroga, wszystkich istniejących formacji wojskowych AL, BCh, AK i innych, w jedną potężną armię dla szybkiego wyzwolenia ojczyny”. Działające w okresie sierpień 1944-styczeń 1945 oddziały partyzanckie i garnizonowe AL, na okupowanych jeszcze ziemiach polskich, podlegały odtąd Naczelnemu Dowództwu WP, korzystając ze wsparcia kadrowego i materiałowego, specjalnie stworzonej w tym celu bazy zaopatrzenia.
Na Kielecczyźnie współdziałanie BCh z AL występowało wyraźnie w obwodach: Iłża, Stopnica, Pińczów i Włoszczowa. 22 i 23 lipca zgrupowane oddziały BCh z obwodu włoszczowskiego, dowodzone przez B. Kozłowskiego „Wiarę” (120 ludzi), GL-PPS Stanisława Wencla „Twardego” (około 80 partyzantów), AL Jana Słuszniaka „Słowianina” (25 alowców) i inne grupy zbrojne (około 190 osób), zaatakowały garnizon niemiecki w Szczekocinach. Operacja jednak nie udała się, ponieważ zawiedli policjanci granatowi i 2 partyzantów zginęło w walce, a 1 odniósł rany. Zdobyto 2 samochody ciężarowe. 24 lipca oddziały BCh i AL oraz AK stoczyły walkę pod Czarnowodą na Zamojszczyźnie, zdobywając dwa działa, dwa samochody i biorąc do niewoli 68 jeńców. Tegoż dnia 10 żołnierzy BCh z obwodu puławskiego, pod dowództwem J. Turka „Wojciecha” zaatakowało koło wsi Drzewce pociąg pancerny. Do walki włączyły się również inne oddziały bechowskie oraz grupa AL Alefa Bolkowiaka „Bolka”. W walce poniosło śmierć 16 Niemców i 3 partyzantów, a dwóch było rannych. Zdobyto 2 km, 12 kb z amunicją. We wsi spłonęło kilka gospodarstw.
W drugiej połowie 1944 r. nastąpiło znaczne ożywienie działalności partyzanckiej na zachód od Wisły, które stopniowo objęło całą Kielecczyznę, Północne Mazowsze, Krakowskie, Podkarpacie i część Śląska.
Na Kielecczyźnie ścisłe współdziałanie ścisłe współdziałanie BCh z AL uwidoczniło się w obwodach: Iłża, Stopnica, Pińczów i Włoszczowa. W obwodzie Stopnica, BCh pozostając w znacznym stopniu pod wpływami Józefa Maślanki, stały na stanowisku całkowitej jedności współdziałania z AL. Oddział BCh Maślanki współdziałał ściśle z oddziałem AL pod dowództwem Zygmunta Bieszczanina „Adama”.
W kwietniu 1944 r. lewicowa organizacja konspiracyjna inteligencji wiejskiej pod nazwą „Świt”, utworzona w końcu 1942 r. na czele z E. Iwańczykiem „Wiśniczem” i Mieczysławem Świostkiem „Rogiem”, nawiązała współpracę z PPR, a po zgłoszeniu akcesu do KRN, utworzyła w kwietniu 1944 r. własny oddział partyzancki im. Gabriela Narutowicza. Jego dowódcą został Tadeusz Maj „Łokietek”. „Świtowcy” od początku współdziałali z radykalnymi ludowcami i bechowcami.
W czerwcu 1944 r. ponad 100-osobowe zgrupowanie partyzanckie „Grunwald”, na czele z majorem Józefem Sobiesiakiem „Maksem”, zostało przebazowane przez Polski Sztab Partyzancki na Kielecczyznę, gdzie doszło do nawiązania kontaktu z dowódcą III Obwodu AL, Mieczysławem Moczarem „Mietkiem”. W lipcu oddziały BCh Maślanki i P. Pawliny „Piotra” zawarły porozumienie ze zgrupowaniem majora Sobiesiaka i na pograniczu powiatów Stopnica i Sandomierz zaczęła się formować Brygada AL „Grunwald”. „Maks” nie ukrywał, że jego zgrupowanie podporządkowane jest dowództwu Armii Polskiej walczącej u boku Armii Czerwonej. Z tworzącą się Brygadą Grunwald ściśle współpracował oddział LSB, którego dowódcą był S. Dorosiewicz „Dziekan”. Żołnierze BCh w Brygadzie „Grunwald”, stanowili w niej III batalion, dowodzony przez oficera BCh, por. S. Bartosza.
Na obszarze obwodu Włoszczowa oddziały AL Stanisława Olczyka „Garbatego” i Tadeusza Grochala „Tadka Białego”, współdziałały z oddziałami BCh Józefa Sygieta „Jana” i B. Kozłowskiego „Wiary”, Stanisława Śnitki „Sowy” i Tomasza Adrianowicza „Pazura”. Oddział BCh Śnitki wszedł w skład AL, tworząc wiejski pluton samoobrony przed terrorem okupanta i bratobójczymi mordami ze strony NSZ. W obwodzie Iłża współdziałanie z AL realizowały oddziały BCh pod dowództwem Jana Sońty „Ośki” i Władysława Gołąbka „Boryny”.
Szeroką i dobitną manifestacją współdziałania AL z BCh, a także z AK, było utworzenie pod koniec lipca i na początku sierpnia 1944 r. Republiki Pińczowskiej. 5 sierpnia w całodziennej bitwie o Skalbmierz z prawie tysięczną ekspedycją karną żandarmerii, nacjonalistów ukraińskich i policji granatowej, udało się po włączeniu do walki 2 czołgów radzieckich i innych oddziałów aelowsko-bechowskich wyprzeć z miasta okupantów. Zacieśniająca się współpraca radykalnych ludowców i bechowców z PPR i AL w Pińczowskiem i Miechowskiem sprzyjała szybkiemu procesowi tworzenia 1 Brygady AL Ziemi Krakowskiej im. Bartosza Głowackiego, w rejonie Lasów Chroberskich. Trzon jej składu osobowego, w ilości około 450 osób, stanowili żołnierze AL z oddziałów Zygmunta Bieszczanina „Adama”, częściowo Tadeusza Grochala „Tadka Białego”, bechowcy z oddziału Maślanki, a także alowcy i bechowcy z garnizonów i grup wypadowych.
W skład 2 Brygady AL „Świt” weszły oddziały AK – kilkudziesięcioosobowy na czele z por. Juszkiewiczem „Finem” i plutonowym K. Gawrońskim „Orłem”. Brygada AL „Świt” wraz z innymi oddziałami AL i BCh przebiła się 28 października 1944 r. przez linię frontu na przyczółek radziecki pod Chotczą.
Utworzona również w sierpniu 1944 r. 3 Brygada AL im. gen. Józefa Bema, na czele z kapitanem Bolesławem Borutą „Haniczem”, składała się z oddziałów BCh, OW PPS i SOB.
Współdziałanie AL z Milicją Ludową RPPS i innymi ugrupowaniami zbrojnymi o orientacji socjalistycznej
W styczniu 1944 r. socjaliści popierający KRN utworzyli Tymczasowy Komitet Centralny RPPS i w następstwie tej decyzji niektóre oddziały ML RPPS podporządkowały się AL, również w Warszawie na Żoliborzu, Woli i Kole.
Oddziały ML RPPS współdziałały już z oddziałami GL, a następnie AL. w różnych okręgach: skierniewickim, radomszczańskim, lubelskim, w Warszawie, a zwłaszcza w Częstochowskiem. Liczebnie nie były to oddziały duże, z wyjątkiem kilku i nieraz przyjmowały różne nazwy. Oddział „Pogotowia Bojowego Socjalistów”, pod dowództwem Zygmunta Łęgowika „Brzeszczota”, przeprowadzający akcje bojowe na terenie Radomska, współdziałał z AL i wszedł do niej na zasadach autonomicznych. Natomiast grupa partyzancko-dywersyjna ML RPPS pod dowództwem Ludwika Borowieckiego, również na zasadach autonomicznych, weszła w skład oddziału partyzanckiego AL im. Bartosza Głowackiego, dowodzonego przez Tadeusza Grochala „Tadka Białego”. Jeszcze inny oddział Socjalistycznej Organizacji Bojowej, którego dowódcą był W. Szczepanik „Znicz”, działający w Czestochowskiem, nawiązał współdziałanie z AL i wszedł w skład batalionu w 3 Brygadzie AL im. J. Bema.
Współdziałanie formacji zbrojnych w ostatnich miesiącach okupacji niemieckiej
Od połowy września 1944 r., po ustabilizowaniu się frontu, Niemcy rozpoczęli serię dużych akcji przeciwpartyzanckich, zwłaszcza wobec AL i oddziałów radzieckich. 12 września pod Ewiną w Lasach Kotlińskich, 16–19 września w Lasach Suchedniowskich, 29–30 września pod Gruszką koło Radoszyc, 6 października w Lasach Siekierzyńskich. 16 września w walce toczonej na Świniej Górze przez oddziały AL pod dowództwem Mieczysława Moczara, brał również oddział BCh Eugeniusza Fąfary „Nawrota”. Od października 1944 do ofensywy styczniowej 1945 r., na obszarach pozostających jeszcze pod okupacją niemiecką walczyło jeszcze około 30 oddziałów i grup wypadowych AL. Najwięcej działało ich na Podhalu, w Miechowskiem, Radomskiem i na Śląsku. Okres ten charakteryzuje się coraz ściślejszym współdziałaniem partyzantów polskich z oddziałami i grupami partyzantów radzieckich, zwłaszcza alowców i bechowców. Do wznoszącej się fali akcji bojowych i sabotażowych w znacznym stopniu przyczyniają się grupy dywersyjno-wywiadowcze, zrzucane przez Polski Sztab Partyzancki i Ukraiński Sztab Partyzancki zwłaszcza na ziemię miechowską i pińczowską. Mimo szeroko zakrojonej operacji niemieckiej przeciw zgrupowaniu radzieckich oddziałów partyzanckich i grup dywersyjno-wywiadowczych, wspomaganych przez alowców, zwłaszcza z oddziału im. Ludwika Waryńskiego, nie udało się wrogowi 24 sierpnia zlikwidować tego zgrupowania, liczącego około 300 żołnierzy. Partyzanci, zadając przeciwnikowi poważne straty i sami ponosząc również ofiary (34 zabitych w zespole leśnym Paczółtowice – Żary – Dubie), rozdzielili się na dwie części: większość pomaszerowała na Podkarpacie, a część powróciła w Miechowskie i Pińczowskie, przystępując z aelowcami i bechowcami do nowego etapu walki. W szybkim czasie odbudowane zostały dzielnice i placówki PPR i AL w Okręgu „Wiślica”. Do działań zbrojnych przystąpiły zreorganizowane i nowe oddziały i grupy wypadowe AL i BCh, a także duże zgrupowanie partyzantów radzieckich „Awangarda”, obejmujące również alowców i część bechowców w rejonie Książ Wielki, Wodzisław-Zaryszyn-Syncygniów-Słaboszów. Właśnie to zgrupowanie, którym dowodził Wasilij Łukjanowicz Tichonin, rodem z Odessy, zadało okupantowi ciężkie ciosy na szlakach komunikacyjnych Miechów-Książ Wielki-Wodzisław, a także na trasie Pińczów-Działoszyce, m.in. likwidując 11 grudnia w Lipówce koło Działoszyc SS-hauptsturmfuhrera Theo Van Eupena, byłego komendanta obozu śmierci w Treblince, a wcześniej 28 listopada koło Syncygniowa inż. Ernesta Hermana Paula Rosta, S.A.-kreisleitera, inspektora obozów w okręgu berlińskim.
W Miechowskiem z AL i partyzantami radzieckimi współdziałały oddziały LSB B. Pilawskiego „Burzy”, E. Kędziory „Lota”, F. Książka „Wawela”, w Olkuskiem oddziały GL-PPS Gerarda Woźnicy „Hardego” i Stanisława Wencla „Twardego” oraz BCh Stanisława Śnitki „Sowy”; w Pińczowskiem oddział BCh R. Kałuży „Tygrysa”, ściśle współdziałał z oddziałami AL Jana Trzaski „Gutka” i M. Boryckiego „Kruka” oraz z oddziałem partyzantów radzieckich „Mstitiel Naroda”, pod dowództwem W. Epsztejna „Wołodki”. Na Podkarpaciu z oddziałem AL im. Ludwika Waryńskiego, dowodzonym przez T. Gregorczyka, współdziałał oddział AK „Chełm”, którego dowódcą był Tadeusz Mazurkiewicz „Boruta”. Obydwa oddziały wspomagały działania oddziału radzieckich skoczków spadochronowych płk. A. Kazina „Kalinowskiego”. Na Śląsku działalność sabotażową prowadził oddział AL im. Jarosława Dąbrowskiego pod dowództwem Stanisława Wałacha „Zdzich”. Zwłaszcza na liniach kolejowych: Katowice-Oświęcim, Katowice-Kraków i Oświęcim-Skawina. W skład V Śląskiego Obwodu AL, w którym Wałach był szefem sztabu, weszła grupa operacyjna AK, licząca kilkuset żołnierzy, a jej dowódca, por. Wiktor Szostek został dowódcą okręgu bielskiego AL.

### Walki z Narodowymi Siłami Zbrojnymi
17 stycznia 1944 r. oddziały NSZ „Las 1" i „Las 2" w czasie pacyfikacji miejscowości Pardołów zamordowały 11 żołnierzy AL z dowódcą plutonu Władysławem Staromłyńskim ps. „Żbik”.
14 kwietnia 1944 r. na Lubelszczyźnie w Woli Trzydnickiej (powiat Kraśnik) grupa NSZ zamordowała Feliksa Kozyrę ps. „Błyskawica”, zastępcę dowódcy Brygady AL im. Ziemi Lubelskiej, który pośpieszył na pomoc napadniętej przez NSZ wsi.
22 kwietnia 1944 r. Oddziały partyzanckie AL dowodzone przez Edwarda Gronczewskiego, Bolesława Kowalskiego i Zbigniewa Pietrzyka zostały zaatakowane pod wsią Marynopole (powiat Kraśnik) przez oddziały NSZ Poległo 7 żołnierzy AL.
W kwietniu pod Teofilowem oraz w lipcu pod Skrobaczowem oddziały AL skutecznie obroniły się przed napaścią NSZ, co do czasu powstania Brygady Świętokrzyskiej przyhamowało falę mordów bratobójczych.
6 września 1944 r. silne formacje Brygady Świętokrzyskiej NSZ otoczyły w Rząbcu (powiat Włoszczowa) oddział partyzancki AL im. Bartosza Głowackiego i oddział partyzantów sowieckich. Zginęło 89 partyzantów.

### Udział AL w powstaniu warszawskim

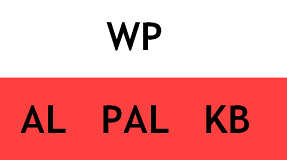
Opaska Połączonych Sił Zbrojnych, sojuszu zawartego przez Armię Ludową, Polską Armię Ludową i Korpus Bezpieczeństwa w czasie powstania warszawskiego

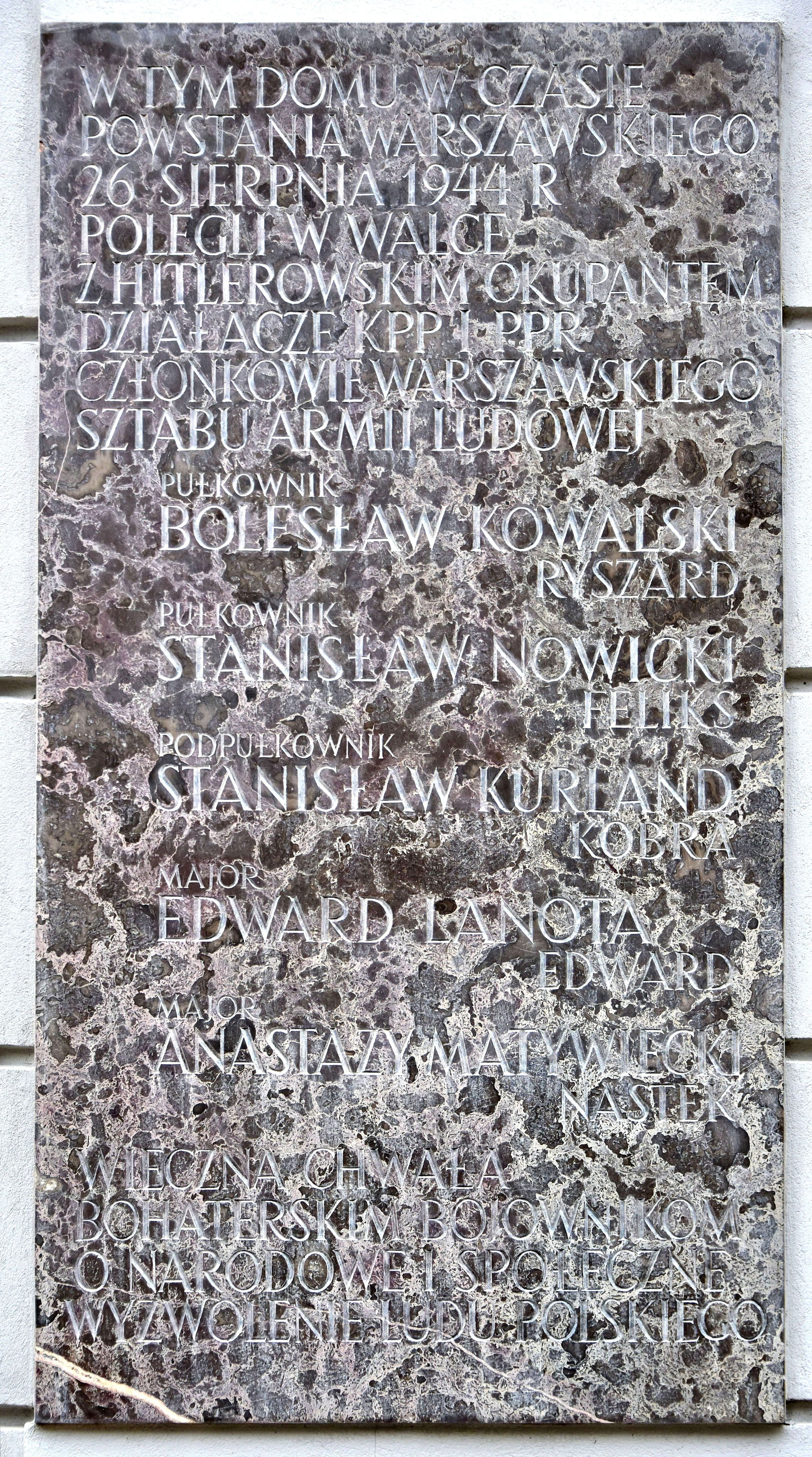
Tablica upamiętniająca członków sztabu Armii Ludowej poległych w powstaniu warszawskim na kamienicy przy ul. Freta 16 w Warszawie

Mimo sprzeciwu części kierownictwa PPR, które wydało AL rozkaz włączenia się do walk w Warszawie dopiero w przypadku natarcia na stolicę Armii Czerwonej część oddziałów AL walczyło w powstaniu warszawskim. Według różnych danych początkowo brało w nim udział od 270 żołnierzy AL i 120 ludzi z lewicowo-socjalistycznej Polskiej Armii Ludowej, do kilkuset. Najnowsze badania historyczne podają liczbę 500 żołnierzy AL biorących udział w walkach powstańczych. Dowódca Armii Krajowej oceniał siły AL w Warszawie na 2000 ludzi zorganizowanych. Jednocześnie jeden z dowódców PAL, płk Julian Skokowski, prowadził działania dezinformacyjne, ogłaszając jeszcze 31 lipca 1944 nieprawdziwą informację, iż dowództwo AK uciekło z Warszawy, podpisując się pod plakatami z tą informacją jako generał dywizji.
AL oficjalnie przyłączyła się do walk 2 sierpnia na wydany tego dnia rozkaz dowódcy okręgu AL Warszawa-miasto, mjr. Bolesława Kowalskiego, ps. „Ryszard”, wydany w uzgodnieniu z oficerami Sztabu Głównego AL, podporządkowując się taktycznie AK i dokonując mobilizacji swoich zaskoczonych wybuchem sił w lewobrzeżnej Warszawie. Jeszcze we wrześniu 1944 sowieci wysłali do sztabu AL w Warszawie kpt. Iwana Kołosa, mającego informować Stalina o sytuacji w Warszawie, który został zaopatrzony przez NKWD w fałszywe dokumenty na nazwisko Kołosowski i zrzucony 21 września ze spadochronem nad miastem.
Pierwszy zwarty oddział AL, zmobilizowany na odgłos strzałów i dowodzony przez ppor. Zbigniewa Paszkowskiego, ps. „Stach”, przystąpił do walk na Woli już wieczorem 1 sierpnia, zaś na Starówce włączyły się tego dnia do walk znajdująca się tam część 3 kompanii batalionu „Czwartaków” z jej dowódcą por. Ryszardem Suskim, ps. „Żarłok”, grupa specjalna okręgu warszawskiego AL por. N. Bielińskiego, ps. „Skóra” oraz drużyny, sekcje oraz pojedynczy żołnierze AL. Ostatecznie najsilniejsze zgrupowania AL, walczące w powstaniu, liczące w sumie około 400 żołnierzy, znajdowały się na Woli i Starówce z batalionem „Czwartaków” na czele, dowodzone przez dowódcę okręgu Warszawa-miasto AL mjr. Bolesława Kowalskiego, ps. „Ryszard”, a podporządkowane taktycznie Grupie „Północ” AK. W składzie zgrupowania AL na Starówce walczył też pluton Żydowskiej Organizacji Bojowej (ŻOB). Zwarte oddziały AL walczyły też w Śródmieściu, na Żoliborzu i Czerniakowie.
Stosunki AL-AK w okresie powstania bez wątpienia należy uznać za poprawne, a nawet dobre. Prasa alowska była drukowana m.in. przez drukarnie akowskie; dowództwo nie sprzeciwiało się też kolportażowi prasy w oddziałach AK. Incydenty i zatargi między żołnierzami związane były z rozdziałem zrzutów, zaopatrzenia, co było typowe dla wszystkich oddziałów powstańczych.
| osoba                                                                                 | funkcja                                    |
| ------------------------------------------------------------------------------------- | ------------------------------------------ |
| mjr Bolesław Kowalski „Ryszard”                                                       | dowódca oddziałów AL na Starym Mieście     |
| mjr Józef Małecki „Sęk”                                                               | dowódca oddziałów AL w Śródmieściu         |
| ppor. Zbigniew Paszkowski „Stach”                                                     | dowódca oddziałów AL na Woli               |
| por. Waldemar Nerwiński „Waldek” (do 18 sierpnia 1944 r.) kpt. Jan Szaniawski „Szwed” | dowódca oddziałów AL na Żoliborzu          |
| kpt. Stanisław Kurland „Krzemiński”                                                   | dowódca Oddziałów Bezpieczeństwa AL        |
| kpt. Lech Kobyliński „Konrad”                                                         | dowódca Batalionu AL „Czwartaków”          |
| ppor. Edwin Rozłubirski „Gustaw”                                                      | zastępca dowódcy Batalionu AL „Czwartaków” |
| kpt. Henryk Woźniak „Hiszpan”                                                         | dowódca 3 batalionu AL                     |
| por. Niemir Bieliński „Skóra”                                                         | zastępca dowódcy 3 batalionu AL            |

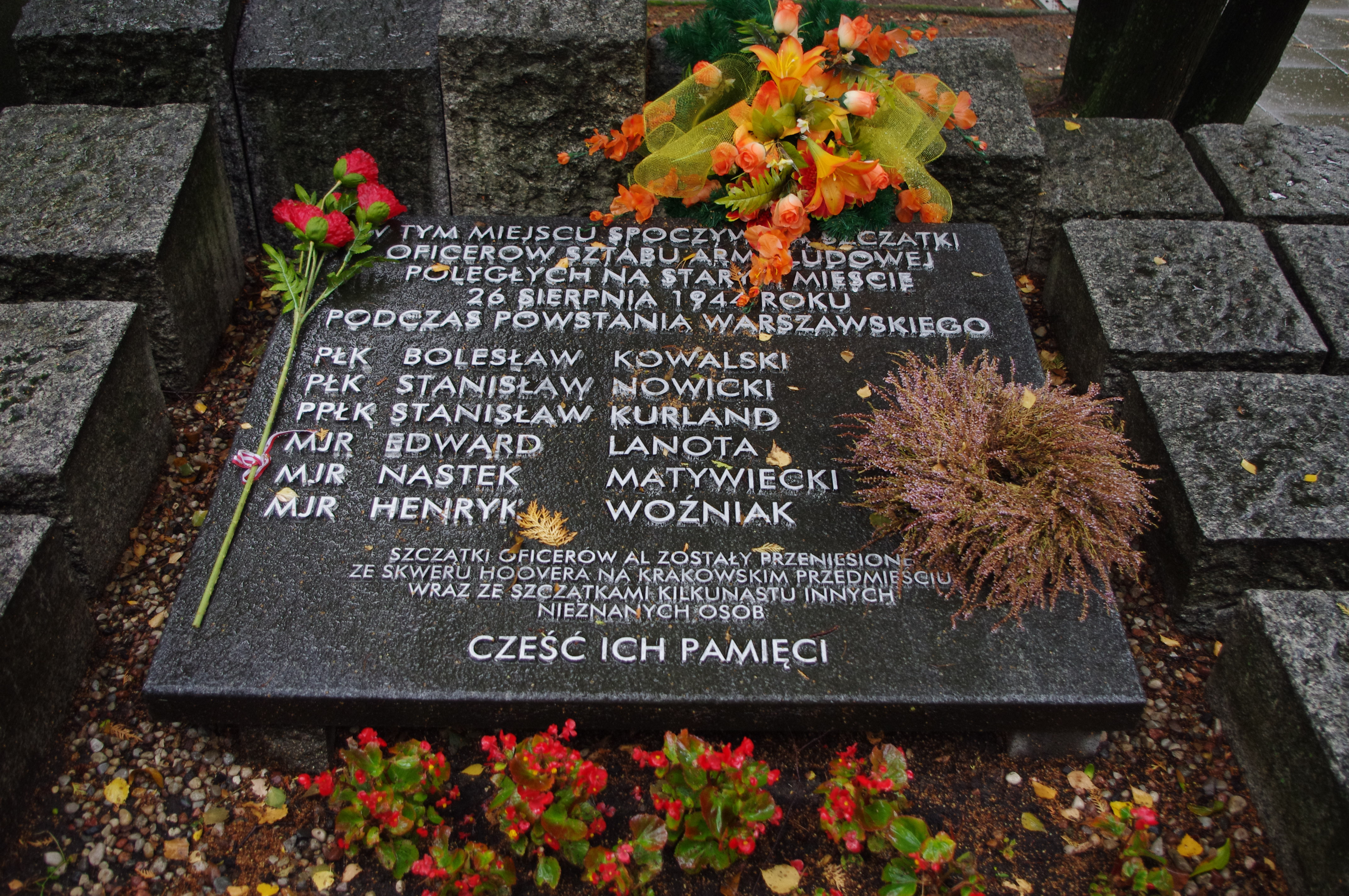
Grób członków Sztabu AL na Cmentarzu Wojskowym na Powązkach

26 sierpnia około południa niemiecka bomba trafiła w budynek sztabu staromiejskiej AL na ul. Freta 16 w wyniku czego zginął prawie cały sztab wraz z dowódcą okręgu Bolesławem Kowalskim „Ryszardem” oraz kilkuset cywilów ukrytych w piwnicy. Wieczorem tego dnia pozostali oficerowie AL, tzn. „Hiszpan” (Henryk Woźniak), „Gustaw”, „Heniek” (Edward Baczyński), „Ewa” (Irena Diamant), lekarz i por. Lech Kobyliński ps. „Konrad”, zebrali się w księgarni na Freta na naradę, co dalej robić. Kapitan „Hiszpan”, jako najstarszy rangą i wiekiem, objął dowództwo. Wystosowano meldunek do kapitana „Szweda”, który teraz został dowódcą wszystkich alowców. Meldunek zabrała „Inka” i poszła na Żoliborz kanałem. Po nocy pełnej niepokoju, na drugi dzień (27 sierpnia) „Inka” wróciła z rozkazem ewakuacji pozostałych oddziałów AL kanałem na Żoliborz.
Wieczorem 27 sierpnia „Hiszpan” poprosił „Konrada” aby udał się z nim do kwatery płk. Wachnowskiego (w podziemiach kościoła na rogu Freta i Mostowej) w celu uzgodnienia planowanej ewakuacji na Żoliborz, przekazując ten rozkaz „Konrad” uczestniczył w tej rozmowie, choć po kontuzji poprzedniego dnia odniesionej na Freta 16 nie bardzo pamiętał szczegóły. Pułkownik „Wachnowski”, aczkolwiek niechętnie, uznał autonomię AL i wyraził zgodę na ewakuację. Tejże nocy pod dowództwem „Hiszpana” trzeci batalion, który był słabiej uzbrojony, wszedł do kanału i przedostał się na Żoliborz bez większych przeszkód. Prowadziła go prawdopodobnie „Inka” (Alicja Solska). „Czwartacy” i pluton sztabowy mieli się ewakuować następnego dnia rano. Jednakże wobec silnego ostrzału otoczenia włazu, ewakuacja ta mogła rozpocząć się dopiero po zapadnięciu zmroku, około godziny 19.
Właz do kanału mieścił się przy wylocie ul Świętojerskiej na plac Krasińskich i znajdował się pod obstrzałem, tak że w dzień wchodzenie do niego było niemożliwe. Dopiero wieczorem (28.08) resztki baonu (1 i 3 kompanii) rozpoczęły wchodzenie do kanału, a pluton sztabowy objął stanowiska na Mostowej. Właz był strzeżony przez żandarmerię podlegającą majorowi „Barry’emu”, który był od początku nastawiony zdecydowanie wrogo do alowców. Zostali zatrzymani przy włazie. Na interwencję por. „Konrada” i oświadczenie, że mają zgodę pułkownika Wachnowskiego, oficer żandarmerii wysłał łącznika do pułkownika Wachnowskiego i po pewnym czasie łącznik powrócił, potwierdzając zgodę na wejście do kanału. Mimo tego żandarmeria usiłowała rozbroić oddział, lecz „Konrad” zagroził żandarmom użyciem broni i pozwolono alowcom wejść. Weszły resztki 1 kompanii, a także dowódca batalionu, adiutant „Zbyszek” (Zbigniew Łowysz-Kulesza), łączniczka „Stefa” (Stefania Mierzejewska), d-ca 1 kompanii „Witek Tramwajarz” (Wacław Palatyński) oraz „Heniek” (Edward Baczyński), który formalnie już nie był w baonie IV, ale był kontuzjowany – razem około 30 osób. Prowadził, jako przewodnik, „Antek” (Witold Borowski), który przyszedł z Żoliborza.
Dowodzący powstaniem warszawskim gen. Antoni Chruściel potraktował to jako ucieczkę i nakazał zatrzymywanie żołnierzy AL u wylotu kanałów na Żoliborzu i traktowanie ich jako dezerterów. Jednakże mógł uznać ich za „dezerterów”, bo najpewniej nie wiedział, że „Wachnowski” zezwolił alowcom na przejście na Żoliborz. W rzeczywistości jego dowodzenie ograniczało się do części obwodu Śródmieście, gdzie w gmachu PKO od 15 sierpnia stacjonował jego sztab. Z pozostałymi ośrodkami walczącej Warszawy w zasadzie nie miał bezpośredniej łączności poza łącznikami docierającymi do niego sporadycznie, toteż jego wiedza o tym, co dzieje się w innych ogniskach walki na terenie stolicy, była bardzo skromna. Kontakt z Komendą Główną utrzymywał drogą radiową.
27 sierpnia zatrzymano przy włazach i cofnięto grupę żołnierzy AL i skierowano na odcinek ppor. „Rawicza”. Tego samego dnia do dowódcy Grupy „Północ” ppłk. Karola Ziemskiego „Wachnowski” zgłosił się pluton sztabowy i część 1 kompanii (36 ludzi z czego 12 uzbrojonych), pod dowództwem por. Edwina Rozłubirskiego „Gustawa” (który przedstawił się jako dowódca AL na Starym Mieście). Oddział został przydzielony do odcinka „Trzaska”. Oddział ten wieczorem 1 września został ewakuowany kanałami wraz z oddziałami AK do Śródmieścia. Tam uczestniczył w walkach o ulicę Książęcą 7 oraz w rejonie placu Trzech Krzyży. Por. „Gustaw” Edwin Rozłubirski został odznaczony Virtuti Militari przez generała Komorowskiego „Bora”
Na początku września część oddziału Czwartaków przedostała się do Puszczy Kampinoskiej, w tym 2 kompania (w sile 40 żołnierzy) dowodzona przez ppor. Teodora Kufla „Teocha”, która następnie 27 września została rozformowania, żołnierze przeszli pod komendę AK i zginęli pod Jaktorowem. Ci którzy zostali na Żoliborzu bronili rotacyjnie z oddziałami AK płn. i płd. krańca dzielnicy. Do tego na Marymoncie oddział AL wchodzący w skład Zgr. „Żubr” bronił 5 „domków policyjnych” na Drużbackiej, a na płd. odcinku frontu ALowcy pod dowództwem por. Mieczysława Kucnera bronili barykad w rejonie al. WP od ul. Kozietulskiego do ul. Brodzińskiego. Część do kapitulacji poszła z dokumentami AK, część jako ludność cywilna, Część żołnierzy (ok. 100 osób) pod dowództwem kpt. Jana Szaniawskiego „Szwed” podjęła próbę przebicia się przez Wisłę. Początkowo był to wspólny plan AK i AL, który jednak został zarzucony z powodu olbrzymich strat w walkach o dostęp do wału wiślanego. Grupa AL wyruszyła samodzielnie. W wyniku walki do brzegu dotarło zaledwie 28 osób w tym dowódca batalionu kpt. Lech Kobyliński „Konrad” i kpt. Jan Szaniawski „Szwed”. Im też udało się przeprawić na Pragę.
15 września AL wraz z Korpusem Bezpieczeństwa (KB) i Polską Armią Ludową (PAL) utworzyła Połączone Siły Zbrojne AL, PAL i KB, a mjr Małecki został szefem sztabu ich dowódcy – płk. Skokowskiego z PAL.
30 września Żoliborz skapitulował. Tymczasem kilkudziesięciu osobowa grupa żołnierzy Armii Ludowej nie zdecydowała się na kapitulację i wieczorem dotarła na brzeg Wisły. 28 osobom udało się przedostać na Pragę, reszta się rozproszyła.
Poza oddziałami zwartymi AL, pojedynczy żołnierze, sekcje i drużyny AL, ZWM i Milicji Ludowej RPPS walczyły także w składzie oddziałów AK, nie ujawniając na ogół swojej przynależności organizacyjnej, a część żołnierzy znalazła się także w PAL.
Dwóch oficerów warszawskiej AL: por. Edwin Rozłubirski, ps. „Gustaw” i por. Jan Szelubski, ps. „Leszek”, zostało odznaczonych przez gen. „Bora” Komorowskiego orderem Virtuti Militari, a kilku Krzyżami Walecznych.
Podczas likwidacji poszczególnych dzielnicowych rejonów obrony oraz po kapitulacji dowództwa powstańczego AK, żołnierze AL:
- przebijają się przez Wisłę na praski brzeg i wstępują w szeregi Wojska Polskiego
- wychodzą z ludnością cywilną, po czym nawiązują kontakt z oddziałami leśnymi AL i kontynuują walkę
- udają się do niewoli, zaopatrzeni w legitymacje AK
- pozostają (nieliczni) w ruinach miasta

Udział w powstaniu oddziały AL opłaciły ogromnymi stratami, dochodzącymi w niektórych oddziałach do 75% stanów osobowych. Między innymi zginęli:
- Dowództwo warszawskie i sztab z mjr „Ryszardem” – Bolesławem Kowalskim
- dowódca 3 batalionu AL kpt. „Hiszpan” – Henryk Woźniak
- dowódca 1 kompanii batalionu Czwartaków sierż. „Mirek” – Lech Matawowski
- dowódca 3 kompanii batalionu Czwartaków por. „Żarłok” – Ryszard Suski
- dowódca plutonu Służby Bezpieczeństwa sierż. „Sęp” – Stanisław Pastucha

Ranni zostali m. in:
- oficerowie sztabu – kpt. „Roman” – Paweł Wojas, por. „Cienki” – Leon Wrzosek
- dowódca batalionu im. Czwartaków kpt. „Konrad” – Lech Kobyliński (dwukrotnie)
- zastępca dowódcy batalionu Czwartaków – Edwin Rozłubirski
- zastępca dowódcy III batalionu AL por. „Skóra” – Niemir Bieliński

### Obrona Republiki Pińczowskiej

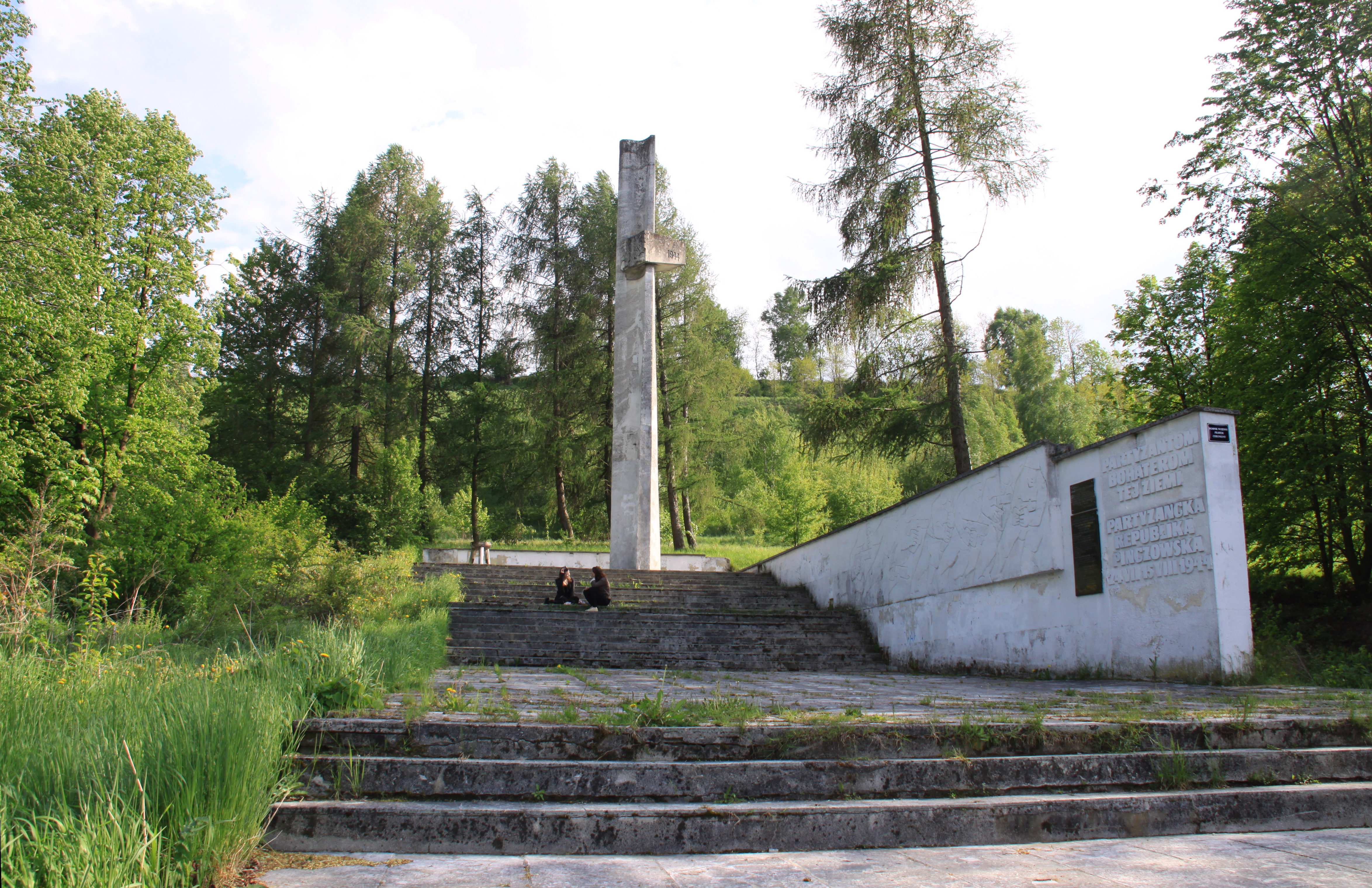
Pomnik bohaterów Republiki Pińczowskiej u podnóża Góry Byczowskiej

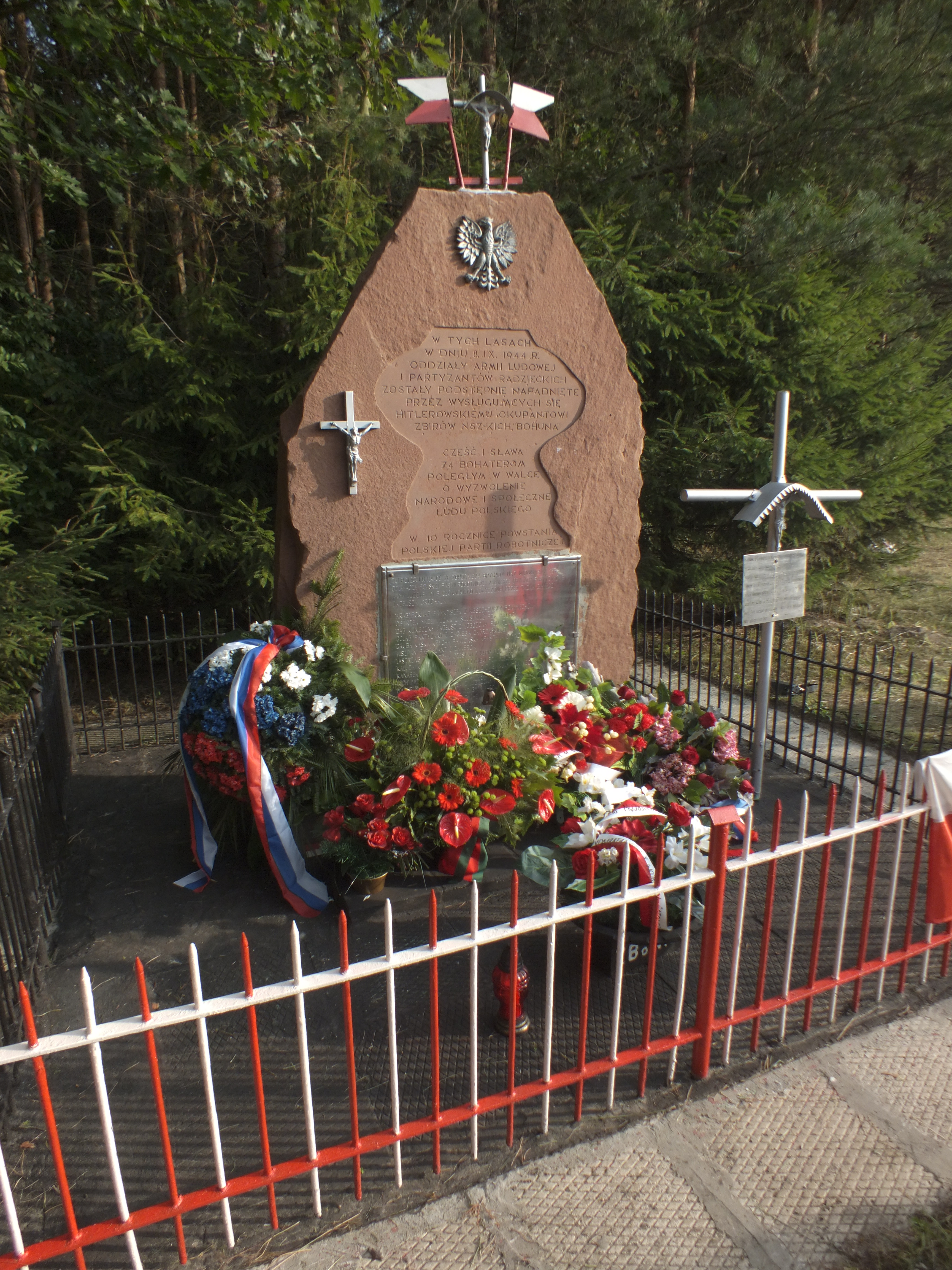
Pomnik zabitych przez NSZ partyzantów Armii Ludowej po bitwie pod Rząbcem. Monument został rozebrany w 2018

Mimo konfliktu z Armią Krajową i rządem londyńskim, Armia Ludowa współuczestniczyła w utworzeniu i obronie tzw. Republiki Pińczowskiej. Republika była terenem o powierzchni około 800 km², zamieszkanego przez prawie 100 tys. ludzi, położonego w pobliżu przyczółka sandomierskiego, przejściowo wyzwolonym w okresie od 24 lipca do 12 sierpnia 1944 przez wspólny wysiłek zbrojny AK, AL i Batalionów Chłopskich. Z oddziałów AL na terenie republiki sformowano 1 Brygada Armii Ludowej Ziemi Krakowskiej im. Bartosza Głowackiego. Reprezentantem AL i BCh we władzach republiki była „Pińczowska Konspiracyjna Powiatowa Rada Narodowa”, która współrządziła wyzwolonym rejonem wspólnie z delegatem powiatowym Rządu RP na Uchodźstwie i komendantem obwodu AK.

### Powstanie Wojska Polskiego

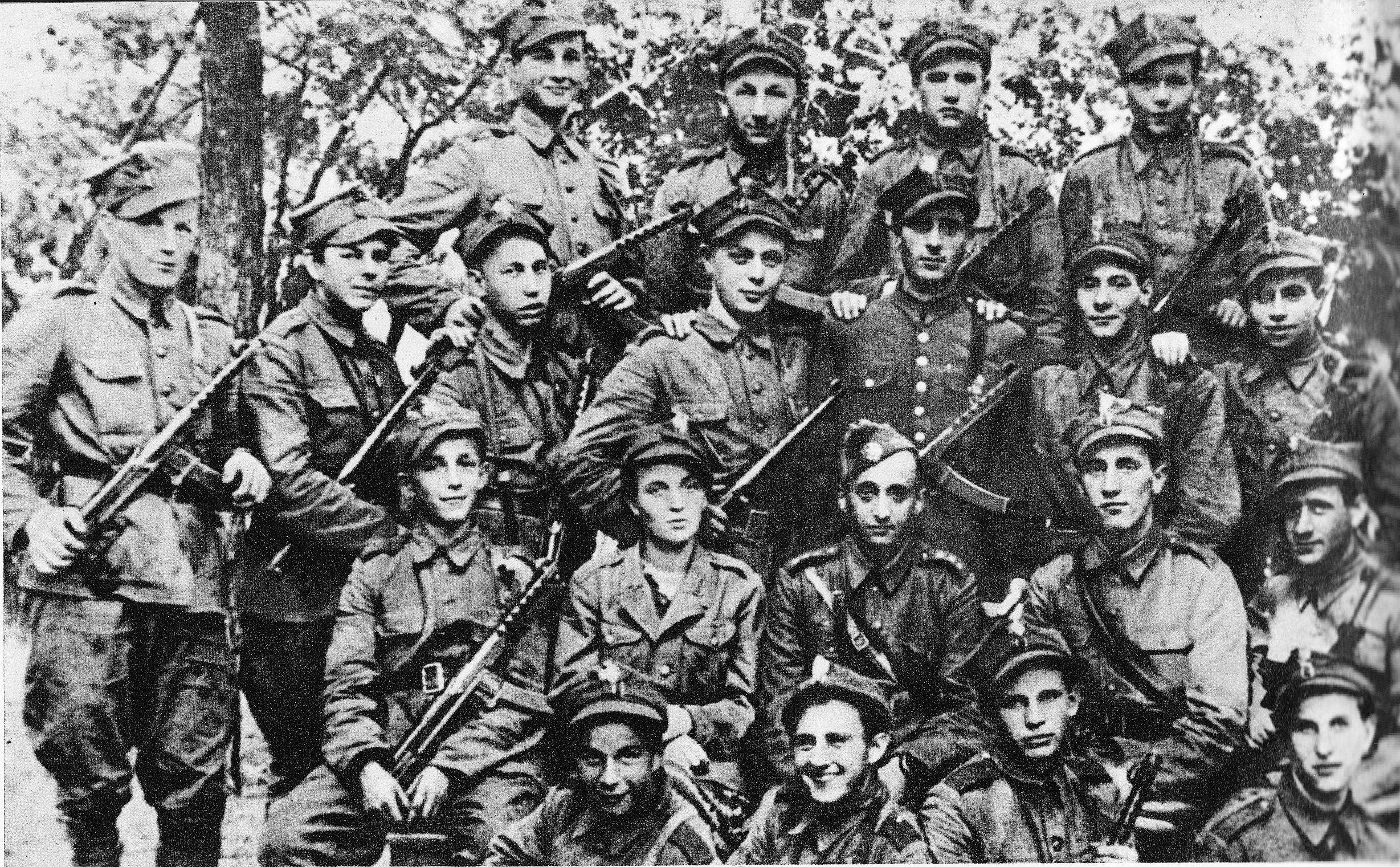
Żołnierze oddziału specjalnego kpt. Gustawa Alefa-Bolkowiaka na początku sierpnia 1944, po wyzwoleniu (w czasie okupacji był to Oddział Specjalny Obwodu II AL)

Rozkazem nr 1 Naczelnego Dowódcy WP gen. Michała Roli-Żymierskiego i szefa sztabu płk. Mariana Spychalskiego z 21 lipca 1944 roku, z połączenia Armii Ludowej i Polskich Sił Zbrojnych w ZSRR (1943–1944) utworzono Wojsko Polskie. Pozostałe jeszcze za linią frontu oddziały partyzanckie AL używały albo dotychczasowej nazwy albo formalnej nazwy – „Oddziały Partyzanckie Wojska Polskiego”. 23 lipca Naczelny Dowódca WP – gen. broni Michał Rola-Żymierski wystosował depeszę radiową do dowódców wszystkich oddziałów partyzanckich na okupowanych ziemiach polskich, w której komunikował o objęciu dowództwa nad Polskim Sztabem Partyzanckim i nakazywał oddziałom podległym dotąd temu Sztabowi, przejście pod bezpośrednie rozkazy dowódców obwodów i okręgów Armii Ludowej. Zadaniem PSzP miało być odtąd jak najszybsze uzbrojenie i zaopatrzenie techniczne oddziałów partyzanckich i garnizonowych Armii Ludowej walczących na zapleczu wroga.

### Epilog
Późną jesienią 1944 część oddziałów i brygad partyzanckich AL przebiła się na tereny wyzwolone, a pozostałe skadrowały swoje stany w związku z nadchodzącym okresem zimowym, niepomyślnym dla partyzantki. W wyniku styczniowej ofensywy Armii Czerwonej, kiedy już z całego obszaru przedwojennej Polski usunięto okupanta niemieckiego, Okręgi i skadrowane oddziały partyzanckie AL zakończyły działalność do końca stycznia 1945.
Od momentu swojego powstania (1 stycznia 1944) AL przeprowadziła w sumie 1550 akcji zbrojnych przeciwko okupantowi, w tym 774 wymierzonych w transport i łączność (co najmniej 326 akcji na transporty kolejowe, 47 na tory, mosty i urządzenia stacyjne), 117 akcji na drogach i mostach, 21 uderzeń na urządzenia łączności, 220 akcji przeciwko aparatowi terroru, 190 wymierzonych w obiekty gospodarki i administracji. Stoczono 380 walk z siłami Wehrmachtu, SS i policji, z których kilka nosiło charakter dużych bitew partyzanckich.
Na terenach wyzwolonych żołnierze Armii Ludowej wstępowali do „odrodzonego” Wojska Polskiego, stanowili także główną grupę zasilającą szeregi tworzonej Milicji Obywatelskiej, byłych AL-owców kierowano również do służby w Urzędzie Bezpieczeństwa Publicznego i Korpusu Bezpieczeństwa Wewnętrznego. Niektórzy z weteranów AL znaleźli się w szeregach drugiej konspiracji (Józef Kuraś, Józef Kłyś, Stanisław Łukasz).
Z rąk podziemia zbrojnego poległo lub zostało zamordowanych 1076 żołnierzy Armii Ludowej. Z liczby tej 80 osób zostało poległo lub zamordowanych w 1944 roku (od sierpnia), 526 w roku 1945, 387 w 1946, 91 w 1947, 17 osób w 1948 roku. Po roku 1948 w latach 1949–1954 ogółem 25 osób. Wśród poległych lub zamordowanych żołnierzy AL po wyzwoleniu kraju, 21 osób nie miało jeszcze ukończonych 18 lat, a 527 osób znajdowało się w przedziale od 18 do 30 lat. W przedziale od 31 do 50 lat poległo lub zostało zamordowanych przez podziemie zbrojne 456 osób, w wieku powyżej 50 lat poległy 72 osoby.
Wśród tych, którzy zginęli po stronie obozu lewicy, było 784 (w tym 14 kobiet) żołnierzy Armii Ludowej. 246 z nich poległo w walkach i potyczkach, 201 zostało skrytobójczo zastrzelonych, a 337 zamordowanych (zwłok 15 z zamordowanych żołnierzy AL do tej pory nie odnaleziono).
| funkcjonariusze Milicji Obywatelskiej                                          | 285 |
| pracownicy organów Bezpieczeństwa Publicznego                                  | 274 |
| żołnierze i oficerowie Wojska Polskiego i KBW                                  | 6   |
| funkcjonariusze Służby Więziennej                                              | 1   |
| rolnicy                                                                        | 150 |
| gospodynie domowe (matki i żony rolników)                                      | 10  |
| robotnicy                                                                      | 21  |
| pracownicy umysłowi (w tym 3 starostów, 1 wiceprezydent miasta, 2 burmistrzów) | 23  |
| nauczyciele                                                                    | 3   |
| rzemieślnicy                                                                   | 9   |
| handlowcy (właściciele sklepów wiejskich)                                      | 2   |

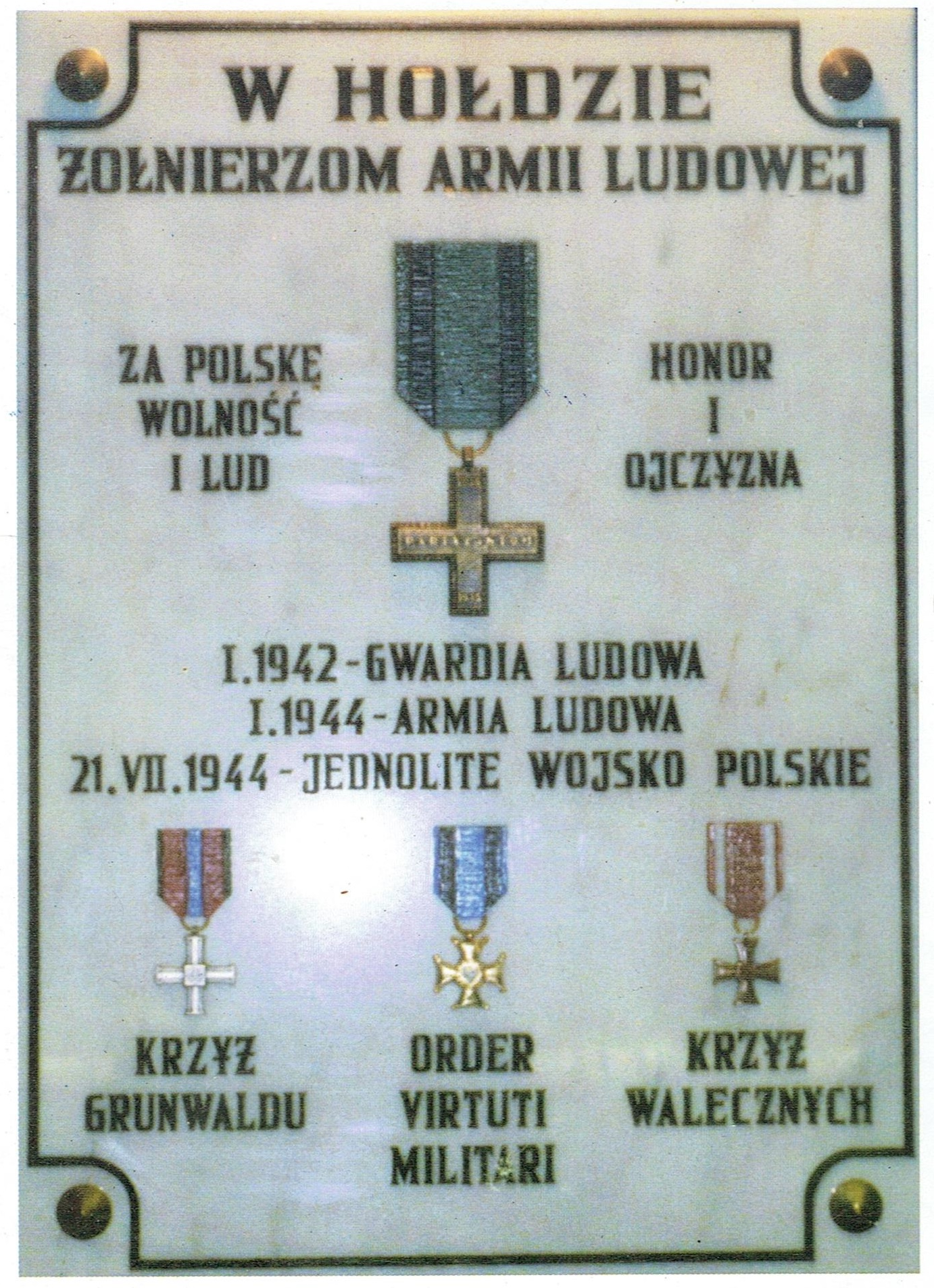
Tablica ku czci Armii Ludowej

Spośród 218 zamordowanych i poległych osób cywilnych (byłych żołnierzy AL) 41 było członkami Ochotniczej Rezerwy Milicji Obywatelskiej.
| PPR    | 657 |
| PPS    | 6   |
| SL     | 6   |
| ZWM    | 12  |
| OM TUR | 1   |

Przed powstaniem Armii Ludowej, 172 z nich było uczestnikami walki zbrojnej z okupantem hitlerowskich w szeregach Gwardii Ludowej, 33 w Batalionach Chłopskich i 6 w Armii Krajowej. 573 osoby podjęły walkę w szeregach Armii Ludowej. Zginęli oni po zakończeniu działań wojennych – w 96% z rąk Polaków.
Przy Zarządzie Głównym Związku Kombatantów RP i Byłych Więźniów Politycznych działa Rada Krajowa Żołnierzy Armii Ludowej. Wydaje ona czasopismo „Głos Kombatanta Armii Ludowej”. Jej pierwszym przewodniczącym był płk Tadeusz Szymański, obecnie funkcję tę pełni płk Józef Karbownik. Od maja 2006 do 2017 roku istniała strona internetowa Rady Krajowej Żołnierzy Armii Ludowej.
W czerwcu 2007 roku działacze kombatanccy związani z AL powołali do życia Stowarzyszenie Polskiej Lewicy Patriotycznej, którego zadaniem miało być kultywowanie patriotycznych i demokratycznych tradycji polskiego nurtu lewicowego, integrowanie społeczeństwa w walce o prawa pracownicze, a także przeciwstawieniu się wymazywaniu lewicowych tradycji z historii Polski i jej fałszowaniu.

## Zbrodnie oddziałów AL
Antykomuniści oskarżają Armię Ludową, podobnie jak jej poprzedniczkę – Gwardię Ludową – o „rozliczne zbrodnie" dokonane na Armii Krajowej, Narodowych Siłach Zbrojnych i osobach cywilnych. 

## Kontrowersje
Od 2001 toczył się proces przeciwko członkowi Rady Krajowej Żołnierzy AL – Stanisławowi Supruniukowi, zwanemu „katem Rzeszowszczyzny”.
W 2007 rozgorzał spór wokół projektu nowelizacji obecnego prawa kombatanckiego. Urząd do Spraw Kombatantów i Osób Represjonowanych przygotował nowelizację dotychczasowych zapisów dotyczących kombatantów („Projekt ustawy o kombatantach, uczestnikach walki cywilnej z lat 1914–1945, działaczach opozycji wobec dyktatury komunistycznej oraz niektórych ofiarach represji systemów totalitarnych”), który w pierwszej połowie tegoż roku miał trafić do Sejmu RP. Zakładał on odebranie uprawnień kombatanckich osobom służącym w Armii Czerwonej lub polskich organizacjach podziemnych, których działania były wymierzone w suwerenność, niepodległość i integralność Rzeczypospolitej Polskiej. Ich wykaz sporządził Urząd do Spraw Kombatantów i Osób Represjonowanych wraz z Instytutem Pamięci Narodowej, zaliczając do nich m.in. PPR i jej formacje zbrojne, Gwardię Ludową i Armię Ludową. Według autorów projektu taka działalność, jako niezwiązana z walką o niepodległość Polski, nie powinna być honorowana specjalnymi przywilejami kombatanckimi. Projekt miał symboliczny charakter, gdyż większość żołnierzy AL i GL pod koniec II wojny światowej i po jej zakończeniu wstąpiła do Wojska Polskiego, Milicji Obywatelskiej oraz innych formacji, a proponowane zmiany nie ograniczały uprawnień kombatanckich wynikających z członkostwa w tych organizacjach.
W marcu 2007 Rada Krajowa Żołnierzy Armii Ludowej w wydanym oświadczeniu oprotestowała projekt, żądając wycofania z niego kontrowersyjnych zapisów i uznała je za skandaliczne. Płk Tadeusz Szymański, przewodniczący Rady Krajowej Środowiska Żołnierzy Armii Ludowej, nie wykluczył pozwania autorów projektu do sądu. Ze względu na samorozwiązanie się Sejmu V kadencji projekt nie został rozpatrzony. 3 września 2007 r. Rada Legislacyjna Sejmu RP wyraziła kilka zastrzeżeń dotyczących proponowanych zmian w projekcie, zaznaczając, iż po niezbędnych poprawkach projekt nadaje się jednak do dalszych prac legislacyjnych.
W tymże 2007 Komisja Ścigania Zbrodni przeciwko Narodowi Polskiemu IPN w Poznaniu prowadziła jeszcze kilkuletnie śledztwo w sprawie zamordowania w dniu 4 maja 1944 w Owczarni przez oddział Armii Ludowej, 18 żołnierzy z 15 Pułku Piechoty Armii Krajowej „Wilków” i usiłowania zabójstwa 13 innych (mord w Owczarni). Propaganda okresu PRL przez długi okres twierdziła, że było odwrotnie. Instytut Pamięci Narodowej w lipcu 2007 umorzył postępowanie w tej sprawie z powodu dużego dystansu czasowego, śmierci potencjalnych świadków i braku dostatecznych dowodów potwierdzających popełnienie zbrodni przeciwko ludzkości. Takie postanowienie otrzymał ostatni żyjący żołnierz oddziału AK, który uczestniczył w tym wydarzeniu – Edward Szanc-Leźnicki, ps. „As”.

List otwarty Krajowej Rady Żołnierzy Armii Ludowej

15 listopada 2008 r. Krajowa Rada Żołnierzy Armii Ludowej opublikowała List otwarty do Prezydenta, Premiera, Senatu i Sejmu RP. W liście tym zarzucono m.in. Instytutowi Pamięci Narodowej głoszenie kłamliwych ocen lewicowego ruchu oporu oraz rugowanie z życia publicznego nazw ulic, placów, pomników upamiętniających antyfaszystowski ruch oporu, a Urzędowi ds. Kombatantów i Osób Represjonowanych realizację tej polityki.
W ocenie Instytutu Pamięci Narodowej – Komisji Ścigania Zbrodni przeciwko Narodowi Polskiemu nazwa ulicy/placu imienia Armii Ludowej powinna zostać zmieniona jako wypełniająca normę art. 1 Ustawy o zakazie propagowania komunizmu. Natomiast Piotr Osęka profesor w Instytucie Studiów Politycznych PAN uważa, że opinia Instytutu Pamięci Narodowej nie znajduje oparcia ani w powszechnie dostępnej wiedzy historycznej, ani w ustaleniach nauk społecznych.

## Pisma wydawane przez AL
- „Gwardzista” – dwutygodnik, organ prasowy Sztabu Głównego AL
- „Armia Ludowa” – centralny organ prasowy AL, wydawany w Warszawie (pierwszy numer wydany 1 lutego 1944 roku), dwutygodnik (w czasie powstania dziennik)
- „Wiadomości Radiowe”
- „Instruktor dla Propagandzistów w Armii Ludowej” – pismo Dowództwa Głównego AL
- „Uczymy się walczyć” – miesięcznik szkoleniowo-instruktażowy
- „Tygodniowy Przegląd Prasowy” – tygodnik Oddziału II, Informacji Sztabu Głównego AL
- Biuletyn Podokręgu nr 2 Armii Ludowej – pismo dowództwa powstańczego AL na Żoliborzu[95].
- Głos Wolności – pismo Dowództwa Okręgu Miechowskiego AL[95]
- Komunikat Radiowy – pismo powstańczego Dowództwa AL w śródmieściu-Południe (Warszawa)[95]
- Oficer Propagandzista – pismo Dowództwa Głównego AL[95]
- Partyzant – pismo Dowództwa Okręgowego AL w Lublinie[95]
- Trybuna Gwardzisty – pismo Dowództwa Okręgowego AL w Bielsku[95]
- Za Lud Warszawy – pismo powstańcze AL na Powiślu[95]
- Żołnierz Lubelszczyzny – pismo Dowództwa Obwodowego AL w Lublinie[95]

## Upamiętnienie
- Walki partyzantów polskich walczących w Armii Ludowej zostały upamiętnione na Grobie Nieznanego Żołnierza w Warszawie, napisem na jednej z tablic po 1945 r. „ARMIA LUDOWA”.
- W roku 1987 imię „Armia Ludowa” nadano statkowi zbudowanemu w Stoczni Szczecińskiej im. A. Warskiego, eksploatowanemu następnie przez Polską Żeglugę Morską. W 2015 roku jednostkę przeznaczono do wycofania z eksploatacji[96].